# Quan hệ Nga–Ukraina
Quan hệ Nga–Ukraina chuyển thành quan hệ liên quốc gia sau khi Liên Xô tan rã vào năm 1991. Quan hệ ngoại giao giữa Liên bang Nga và Ukraina độc lập được thiết lập vào ngày 14 tháng 2 năm 1992. Quan hệ song phương trải qua những giai đoạn ràng buộc, căng thẳng và thù địch công khai. Vào đầu thập niên 1990, mong muốn đảm bảo chủ quyền và độc lập chi phối chính sách của Ukraina, tiếp theo đó là chính sách đối ngoại hợp tác cân bằng với Liên minh châu Âu (EU), Nga và các chính thể hùng mạnh khác.
Vào ngày 31 tháng 5 năm 1997, Tổng thống Nga Boris Yeltsin và Tổng thống Ukraina Leonid Kuchma ký kết Hiệp ước Hữu nghị, Hợp tác và Đối tác giữa Liên bang Nga và Ukraina tại Kyiv. Vào ngày 1 tháng 4 năm 2019, Ukraina chấm dứt hiệp ước.
Tính đến đầu năm 2022, Nga có đại sứ quán tại Kyiv và tổng lãnh sự quán tại Kharkiv, Odesa, Lviv. Ukraina có đại sứ quán tại Moskva và tổng lãnh sự quán tại Sankt-Peterburg, Novosibirsk, Yekaterinburg và Rostov-na-Don.
Hiện nay không có quan hệ ngoại giao hoặc song phương giữa Nga và Ukraina. Sau Euromaidan tại Ukraina vào năm 2014, bán đảo Krym bị lực lượng Nga không phiên hiệu chiếm đóng, và sau đó bị Nga sáp nhập sau khi Trưng cầu dân ý Krym 2014, trong khi đó những người ly khai thân Nga giao tranh với quân đội Ukraina trong một cuộc xung đột vũ trang để kiểm soát miền đông Ukraina; những sự kiện này đánh dấu bước khởi đầu của Chiến tranh Nga-Ukraina. Ngày 24 tháng 2 năm 2022, Nga phát động chiến dịch quân sự đặc biệt trên một mặt trận rộng lớn, khiến Ukraina cắt đứt mọi quan hệ ngoại giao chính thức với Nga.
Ngày 22 tháng 3 năm 2024, lần đầu tiên Điện Kremlin tuyên bố Nga đang trong tình trạng chiến tranh với Ukraina. Ngày 10 tháng 8 năm 2024, Tổng thống Ukraina Zelensky xác nhận về việc các đơn vị Ukraina vượt biên giới xâm nhập vùng Kursk của Nga vào ngày 06 tháng 8 năm 2024.

## Lịch sử quan hệ

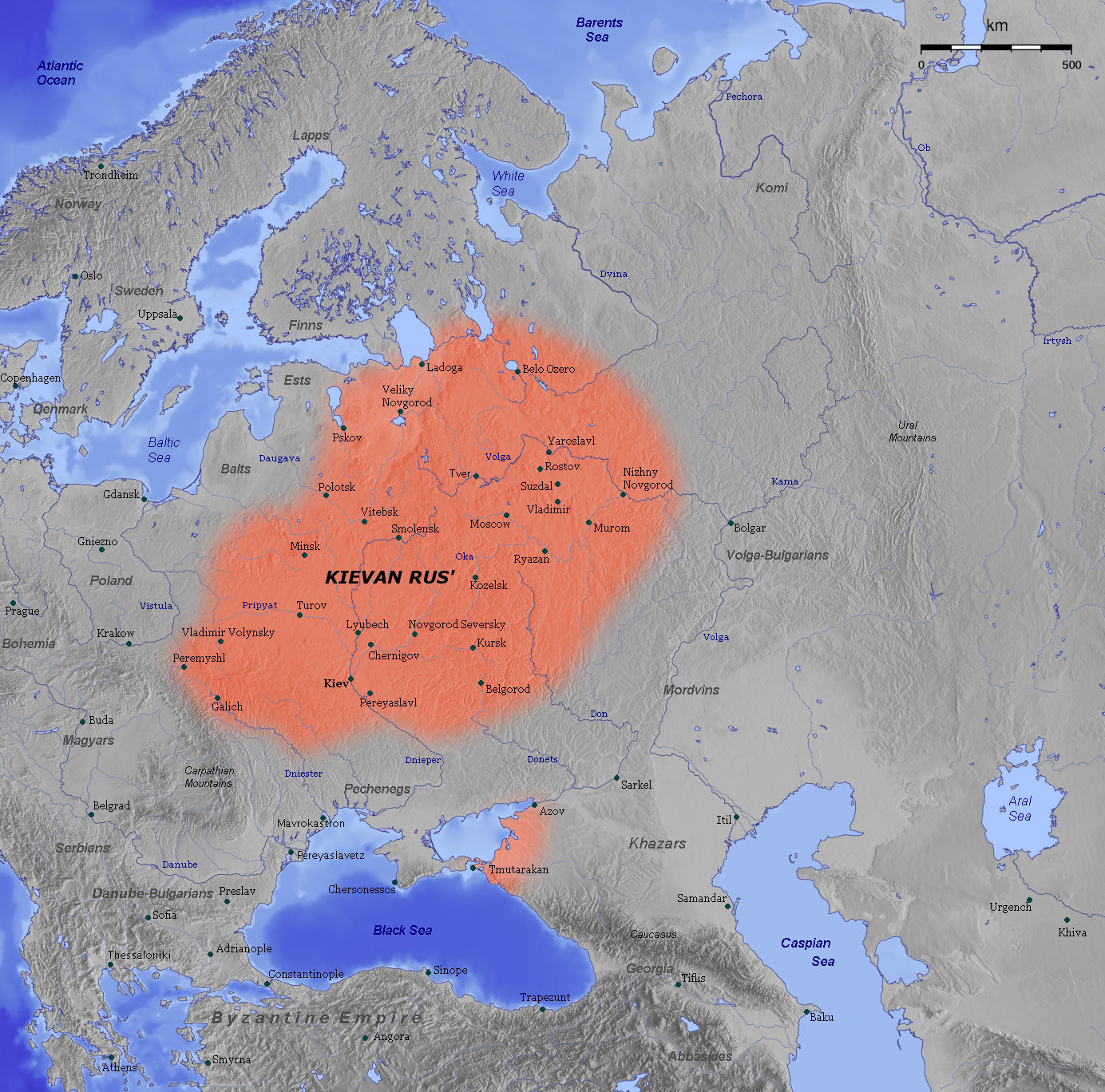
Kyiv có vai trò thủ đô của Kiev Rus', dưới quyền cai trị của triều đại Ryurik.

Nga và Ukraina đều tuyên bố di sản của họ bắt nguồn từ Kiev Rus' (Kyiv Rus'), một chính thể từng thống nhất hầu hết các bộ lạc Đông Slav và một số bộ lạc Finn, và tiếp nhận Chính thống giáo Byzantine vào thế kỷ thứ 9 đến thế kỷ 11. Theo các biên niên sử Rus cũ, thủ đô Kyiv (Kiev) của Ukraina hiện đại được tuyên bố là Mẹ của các thành phố Rus', vì đây là thủ đô của nhà nước Rus' hùng mạnh vào hậu kỳ trung cổ.
Sau khi Mông Cổ xâm lược Kiev Rus', lịch sử của những người sinh sống trên các vùng lãnh thổ của Nga và Ukraina bị phân kỳ. Đại công quốc Moskva thống nhất tất cả tàn dư của các vùng miền bắc của Rus' và phát triển thành nhà nước Nga. Vương quốc Galicia–Volyn nằm dưới quyền thống trị của Đại công quốc Litva, tiếp theo là Thịnh vượng chung Ba Lan–Litva. Trong Thịnh vượng chung, người Cossack Zaporozhia có tính chất dân quân đã từ chối Ba Lan hóa, và thường xung đột với chính phủ Thịnh vượng chung do giới quý tộc Ba Lan kiểm soát.
Tình trạng bất ổn trong nhóm người Cossack khiến họ nổi loạn chống lại Thịnh vượng chung và tìm kiếm liên minh với Nga, một quốc gia mà họ có những điểm tương đồng về văn hóa, ngôn ngữ và tôn giáo. Điều này được chính thức hóa thông qua Hiệp ước Pereyaslav năm 1654. Bắt đầu từ giữa thế kỷ 17, phần lớn lãnh thổ Ukraina dần dần bị Đế quốc Nga sáp nhập và quyền tự trị của họ bị tước bỏ vào thời điểm phân chia Ba Lan cuối thế kỷ 18. Sau đó, Quân đoàn Cossack bị Đế quốc Nga buộc phải giải tán và hầu hết người Cossack được chuyển đến vùng Kuban ở rìa phía nam của Đế quốc Nga.
Đế quốc Nga nhận định người Ukraina là người Nga, và gọi họ là "người Tiểu Nga" (và người Belarus là Bạch Nga). Cho đến cuối Chiến tranh thế giới thứ nhất, quan điểm này chỉ bị phản đối bởi một nhóm nhỏ những người theo chủ nghĩa dân tộc Ukraina. Tuy nhiên, do cảm thấy mối đe dọa về "chủ nghĩa ly khai Ukraina" nên Đế quốc tiến hành một loạt biện pháp nhằm Nga hóa "người Tiểu Nga". Năm 1804, tiếng Ukraina bị cấm sử dụng trong trường học với vai trò ngôn ngữ giảng dạy cũng như là một môn học. Năm 1876, sắc lệnh Ems Ukaz của Aleksandr II cấm xuất bản và nhập khẩu hầu hết các sách tiếng Ukraina, các buổi biểu diễn và bài giảng công cộng bằng tiếng Ukraina, và thậm chí cả việc in các văn bản tiếng Ukraina kèm theo bản nhạc.

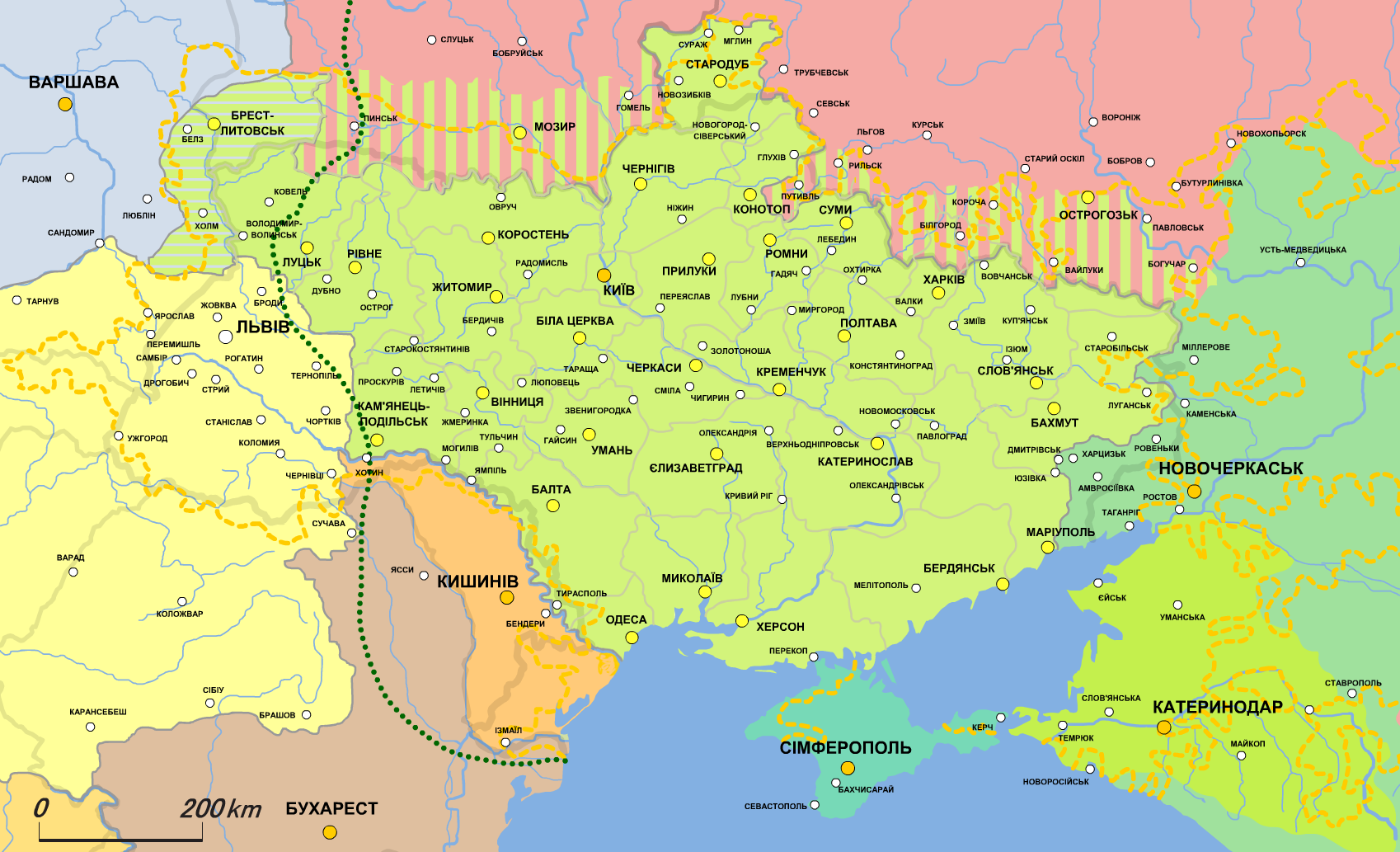
Ukraina sau Hiệp ước Brest-Litovsk, tháng 3 năm 1918

Nước Nga Xô viết buộc phải công nhận Cộng hòa Nhân dân Ukraina độc lập vào tháng 3 năm 1918 bằng việc ký kết Hiệp định Brest-Litovsk, một kết quả của thoả thuận đình chiến giữa Nga và Liên minh Trung tâm. Điều này chỉ tạm dừng Chiến tranh Ukraina–Xô viết, và giao tranh bắt đầu lại vào cuối năm 1918. Do quân đội Cộng hòa Nhân dân Ukraina thất bại vào năm 1921, hầu hết lãnh thổ của nước này được hợp nhất vào Cộng hòa Xã hội chủ nghĩa Xô viết Ukraina.

### Thời Liên Xô

Biên giới của Cộng hòa Xã hội chủ nghĩa Xô viết Ukraina (màu đỏ) trong Liên Xô từ năm 1924 đến năm 1939.

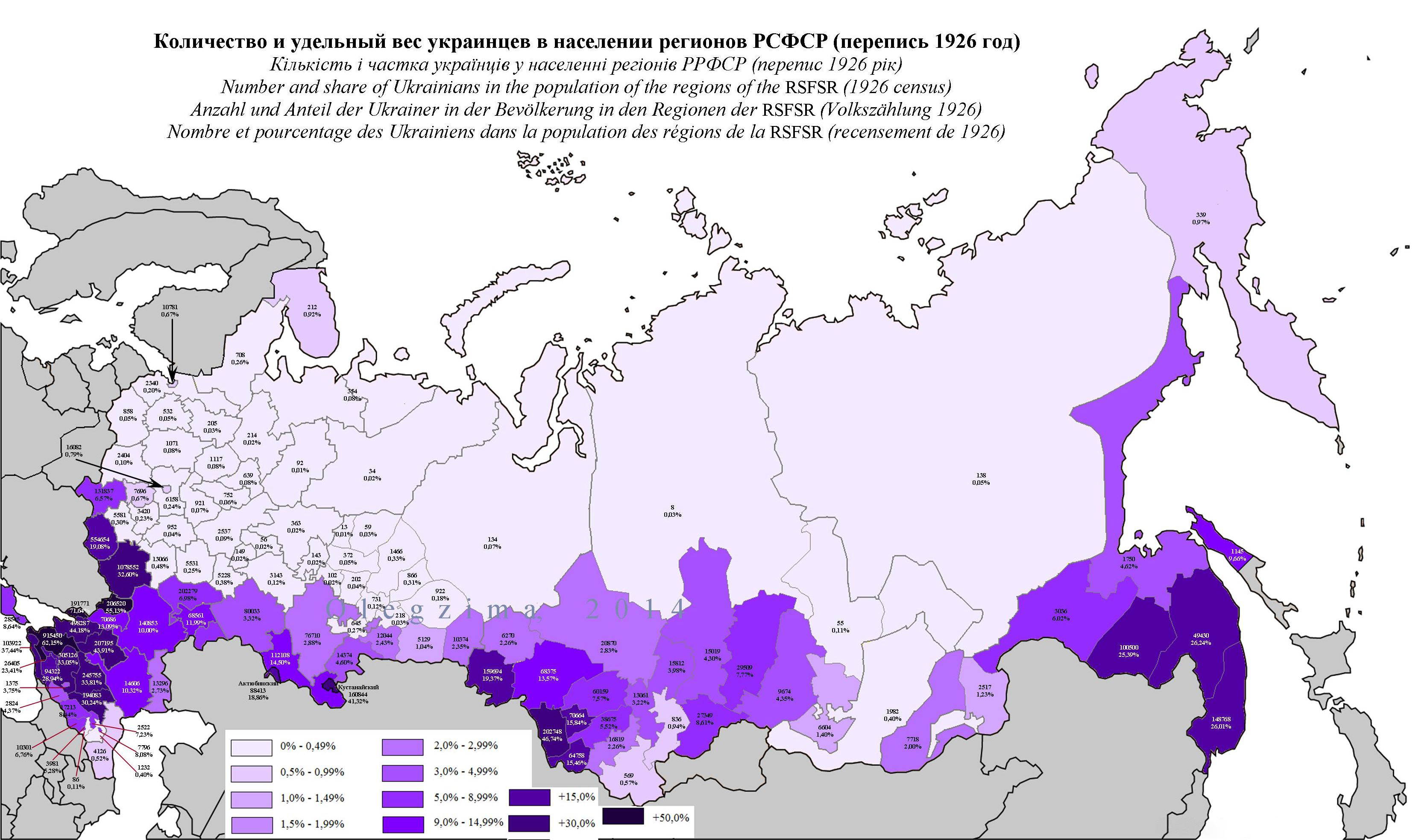
Số lượng và tỷ lệ người Ukraina trong dân số các vùng của Nga Xô viết (điều tra dân số năm 1926).

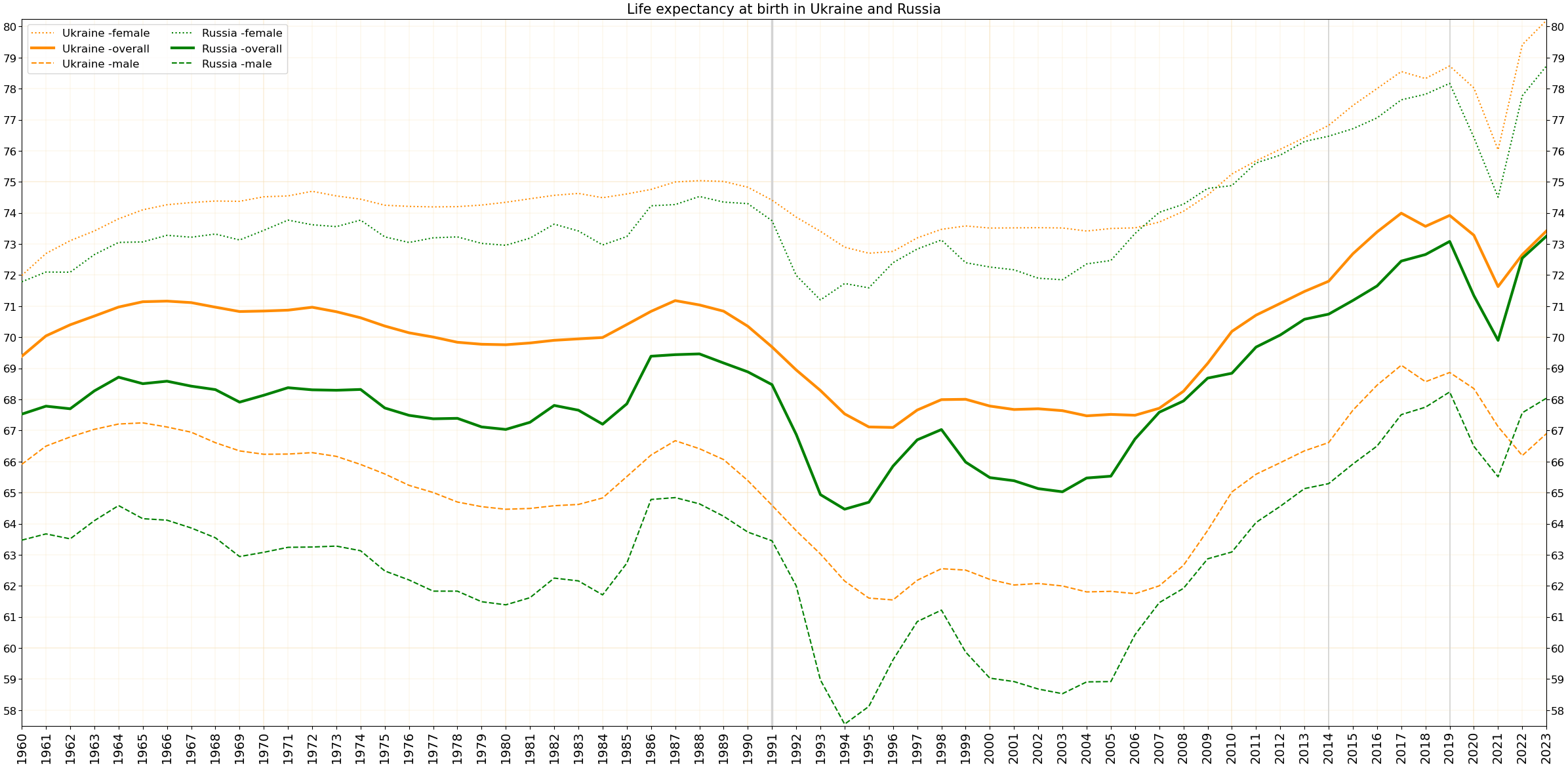
So sánh tuổi thọ dự tính tại Ukraina và Nga kể từ 1960

#### Cộng hòa Nhân dân Ukraina
Cách mạng Tháng Hai chứng kiến sự việc thiết lập quan hệ chính thức giữa Chính phủ lâm thời Nga và Rada Trung ương (Hội đồng Trung ương Ukraina). Petro Stebnytsky là đại diện của Rada trong chính phủ Nga, đồng thời Dmitry Odinets được bổ nhiệm làm đại diện phụ trách các vấn đề Nga trong chính phủ Ukraina. Sau khi Xô viết xâm chiếm vào đầu năm 1918, Ukraina tuyên bố độc lập hoàn toàn khỏi Cộng hòa Nga vào ngày 22 tháng 1 năm 1918 với tên gọi Cộng hòa Nhân dân Ukraina, chính thể này tồn tại từ năm 1917 đến năm 1922. Hai hiệp ước Brest-Litovsk mà Ukraina và Nga ký kết riêng với Liên minh Trung tâm đã làm dịu đi xung đột quân sự giữa họ, và đàm phán hòa bình được bắt đầu cùng năm.
Sau khi Chiến tranh thế giới thứ nhất kết thúc, Ukraina trở thành chiến trường trong Chiến tranh giành độc lập Ukraina, có liên kết đến Nội chiến Nga. Cả người Nga và người Ukraina đều có lực lượng chiến đấu trong hầu hết các đội quân dựa trên cơ sở niềm tin chính trị cá nhân.
Năm 1922, Ukraina và Nga là hai trong số các thành viên sáng lập của Liên bang Cộng hòa Xã hội chủ nghĩa Xô viết (Liên Xô), và là những bên ký kết hiệp ước chấm dứt liên minh vào tháng 12 năm 1991.
Sự kiện Đế quốc Nga sụp đổ cũng chấm dứt lệnh cấm sử dụng tiếng Ukraina. Tiếp theo là thời kỳ korenizatsiya quảng bá nền văn hóa của các Cộng hòa Xô viết khác nhau.

#### Holodomor
Năm 1932–1933, Ukraina phải trải qua Holodomor (tiếng Ukraina: Голодомор, n.đ. 'Tiêu diệt bằng cái đói'; bắt nguồn từ Морити голодом, 'Giết người bằng sự chết đói'). Đây là nạn đói do con người gây ra tại Cộng hòa Xã hội chủ nghĩa Xô viết Ukraina, giết chết tới 7,5 triệu người Ukraina. Trong nạn đói, còn được gọi là "Nạn đói khủng bố ở Ukraina" và "Nạn đói diệt chủng ở Ukraina", hàng triệu người dân Ukraina Xô viết chết vì đói trong một thảm họa thời bình chưa từng có, chủ yếu là người dân tộc Ukraina. Các học giả không đồng thuận về tầm quan trọng tương đối của các yếu tố tự nhiên và các chính sách kinh tế tồi tệ trong vai trò là nguyên nhân gây ra nạn đói, cũng như mức độ tàn phá giai cấp nông dân Ukraina đã được các nhà lãnh đạo Liên Xô tính toán trước.
Nạn đói Holodomor lan sang nhiều nước cộng hòa Xô viết khác, bao gồm Nga và Kazakhstan. Trong hoàn cảnh thiếu vắng bằng chứng tài liệu về ý định, các học giả cũng lập luận rằng Holodomor được gây ra do các vấn đề kinh tế, liên quan đến những thay đổi căn bản được thực hiện trong thời kỳ thanh lý tài sản tư nhân và công nghiệp hóa của Liên Xô, kết hợp với hạn hán lan rộng vào đầu những năm 1930. Tuy nhiên, vào ngày 13 tháng 1 năm 2010, Tòa phúc thẩm Kyiv phán quyết Stalin, Kaganovich, Molotov, và các nhà lãnh đạo Ukraina Xô viết Kosior và Chubar, cùng với các quan chức khác, bị truy lại là phạm tội diệt chủng chống lại người Ukraina trong nạn đói Holodomor.

### Ukrainia độc lập
Chủ nghĩa dân tộc lan rộng theo sau động thái tự do hóa chính trị của Mikhail Gorbachev tại Liên Xô vào thập niên 1980.(tr29) Phong trào Nhân dân Ukraina ủng hộ độc lập được thành lập vào năm 1989. Sau khi Đại hội Đại biểu Nhân dân Nga đưa ra Tuyên ngôn chủ quyền nhà nước của Cộng hòa Xã hội chủ nghĩa Xô viết Liên bang Nga, Verkhovna Rada của Cộng hòa Xã hội chủ nghĩa Xô viết Ukraina đưa ra một tuyên ngôn tương tự vào ngày 16 tháng 7 năm 1991.(tr29) Sau âm mưu đảo chính Liên Xô năm 1991, tuyên ngôn độc lập của Ukraina được thông qua vào ngày 24 tháng 8 năm 1991.(tr31) Trưng cầu dân ý độc lập tại Ukraina sau đó chấp thuận điều này với 92,3% số phiếu toàn quốc và đa số phiếu ở mọi khu vực của Ukraina.(tr33)
Nền tảng cho các mối quan hệ hậu Xô Viết được xác định theo Hiệp định Belovezha giữa nhà lãnh đạo mới của Ukraina Leonid Kravchuk và tổng thống Nga Boris Yeltsin, cùng với nhà lãnh đạo Belarus Stanislav Shushkevich.(tr33) Trong khi các nhà lãnh đạo đồng ý chính thức giải tán Liên Xô, người Nga lại muốn tạo ra các cấu trúc siêu quốc gia mới để thay thế nó, trước sự phản đối của Ukraina.(tr35) Mặc dù điều này dẫn đến việc thành lập Cộng đồng các quốc gia độc lập nhưng không dẫn đến bất kỳ cam kết ràng buộc về mặt pháp lý nào.(tr35) Một lực lượng vũ trang của Ukraina độc lập sớm được thành lập: Thị trưởng Leningrad Anatoly Sobchak nói rằng đây là "quả bom hẹn giờ dưới tương lai của toàn nhân loại",(tr34–35) trong khi nhà khoa học chính trị John Mearsheimer chủ trương một Ukraina có vũ khí hạt nhân để duy trì hòa bình và ngăn chặn Nga tiến tới tái chiếm nước này.

## Quan hệ hiện tại

### Thập niên 1990

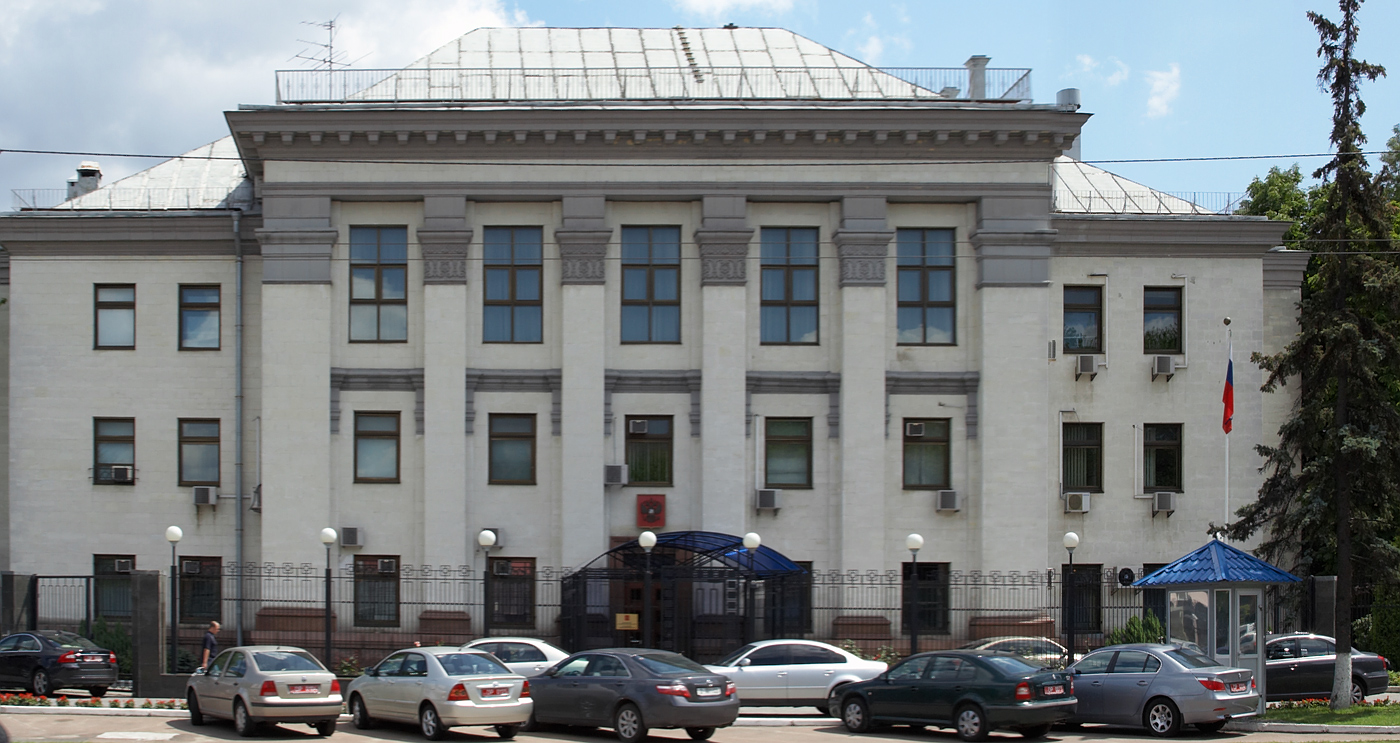
Đại sứ quán Nga tại Kyiv, 2008

#### Giải trừ vũ khí hạt nhân
Sau Liên Xô tan rã, Ukraina giành được độc lập và thừa hưởng kho dự trữ hạt nhân lớn thứ ba trên thế giới, cùng với các phương tiện thiết kế và sản xuất quan trọng của chúng. Quốc gia mới độc lập có 130 tên lửa đạn đạo xuyên lục địa (ICBM) UR-100N, 46 ICBM RT-23 Molodets, cũng như 33 máy bay ném bom hạng nặng, tổng cộng khoảng 1.700 đầu đạn còn lại trên lãnh thổ Ukraina. Mặc dù Ukraina có quyền kiểm soát vật chất đối với vũ khí này, nhưng họ không có quyền kiểm soát hoạt động vì chúng phụ thuộc vào "Liên kết hành động cho phép" điện tử do Nga kiểm soát và hệ thống chỉ huy và kiểm soát của Nga. Năm 1992, Ukraina đồng ý tự nguyện loại bỏ hơn 3.000 vũ khí hạt nhân chiến thuật.

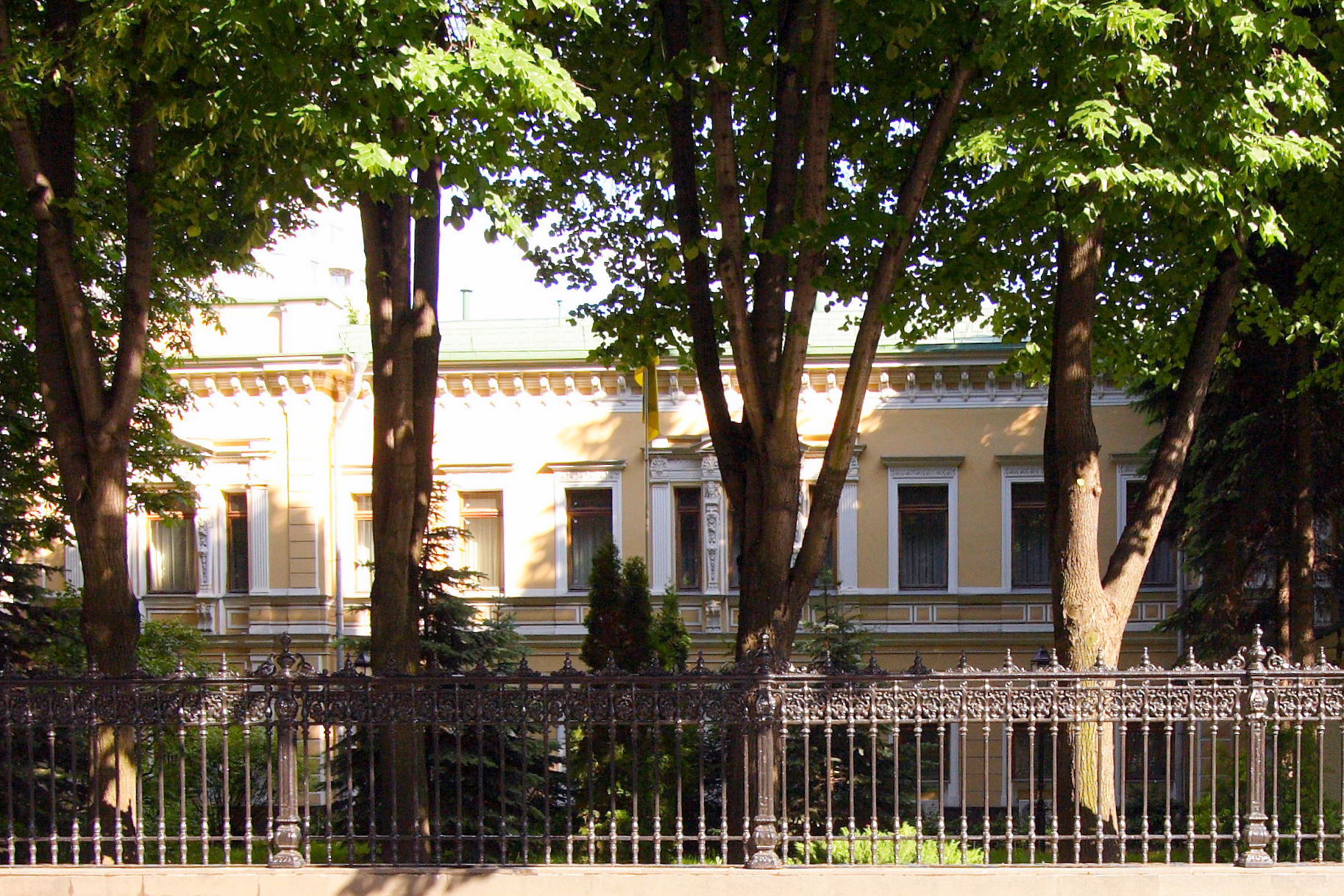
Đại sứ quán Ukraina tại Moskva, 2010

Sau khi ký kết Bản ghi nhớ Budapest về đảm bảo an ninh năm 1994 giữa Mỹ, Anh và Nga, cũng như các thỏa thuận tương tự với Pháp và Trung Quốc, Ukraina đồng ý phá hủy phần vũ khí hạt nhân còn lại của mình và tham gia Hiệp ước không phổ biến vũ khí hạt nhân (NPT). Bản ghi nhớ được ký tại Hội trường Patria thuộc Trung tâm Hội nghị Budapest với Đại sứ Hoa Kỳ Donald M. Blinken cùng những người khác tham dự, theo đó cấm Liên bang Nga, Anh và Hoa Kỳ đe dọa hoặc sử dụng lực lượng quân sự hoặc ép buộc kinh tế chống lại Ukraina, "ngoại trừ trường hợp tự vệ hoặc trường hợp khác phù hợp với Hiến chương Liên Hợp Quốc." Đến năm 1996, Ukraina chuyển giao toàn bộ đầu đạn chiến lược thời Liên Xô cho Nga.

#### Krym, Sevastopol, và phân chia Hạm đội Biển Đen
Tranh chấp lớn thứ nhì trong những năm đầu độc lập là về số phận của Hạm đội Biển Đen cũng như các căn cứ hoạt động của hạm đội, chủ yếu là tại Sevastopol trên bán đảo Krym. Sevastopol là một thành phố quân sự có "tư cách toàn Liên bang" vào thời Liên Xô, Nga nhìn nhận Sevastopol thuộc về mình với tư cách là quốc gia kế thừa chính quyền trung ương Liên Xô.(tr39) Đây cũng là quan điểm liên quan đến Hạm đội Biển Đen, được Yeltsin ủng hộ.(tr39) Hành động chuyển giao Krym năm 1954 của Bí thư thứ nhất Đảng Cộng sản Nikita Khrushchev bị cơ quan lập pháp Nga tuyên bố là bất hợp pháp vào tháng 5 năm 1992, động thái này của Nga bị Nghị viện Ukraina phản đối.(tr40)
Đồng thời với các cuộc tranh luận xung quanh Hạm đội Biển Đen là một phong trào chính trị trong Cộng hòa Krym nhằm đòi độc lập lớn hơn trong Ukraina, hoặc quan hệ chặt chẽ hơn với Nga. Năm 1994, ứng cử viên thân Nga Yuriy Meshkov được bầu làm Tổng thống Krym, và cùng mùa hè đó Hội đồng thành phố Sevastopol bỏ phiếu gia nhập Nga. Tuy nhiên, quyết định này bị cả Yeltsin và Tổng thống mới đắc cử Leonid Kuchma của Ukraina lên án, Kuchma được nhiều người coi là một ứng cử viên thân Nga. Điều này cùng với sự chia rẽ chính trị nội bộ trong chính Krym đã khiến phong trào mất đi sự ủng hộ.(tr78-80)
Hai bên đạt được thoả thuận để chia đội tàu theo tỷ lệ 50/50 vào tháng 8 năm 1992 và tháng 6 năm 1993.(tr40-41) Tuy nhiên, vào tháng 9 năm 1993, Nga bắt đầu sử dụng lời đe dọa cắt nguồn cung cấp khí đốt để đạt được kết quả tốt hơn trong vấn đề này.(tr41) Sau nhiều năm đàm phán căng thẳng, toàn bộ vấn đề được giải quyết vào năm 1997. Hiệp ước phân chia đã chia hạm đội và cho phép Nga thuê một số căn cứ hải quân tại Sevastopol để Hải quân Nga sử dụng cho đến năm 2017 (kéo dài đến năm 2042 theo Hiệp ước Kharkiv) và Hiệp ước Hữu nghị ấn định nguyên tắc đối tác chiến lược, công nhận quyền bất khả xâm phạm biên giới hiện tại, tôn trọng toàn vẹn lãnh thổ và cam kết chung không sử dụng lãnh thổ của mình để gây tổn hại đến an ninh của nhau.

#### Kinh tế
Một tranh chấp lớn khác liên quan đến nguồn cung cấp năng lượng, khi một số đường ống dẫn dầu và khí đốt Liên Xô-Tây Âu chạy qua Ukraina. Sau khi các hiệp ước mới có hiệu lực, khoản nợ khí đốt của Ukraina đối với Nga được thanh toán bằng việc chuyển giao một số vũ khí có năng lực hạt nhân do Ukraina thừa kế từ Liên Xô cho Nga, chẳng hạn như máy bay ném bom chiến lược Tu-160.
Trong khi thị phần của Nga trong xuất khẩu của Ukraina giảm từ 26,2% năm 1997 xuống còn khoảng 23% trong giai đoạn 1998–2000, tỷ trọng nhập khẩu vẫn ổn định ở mức 45–50% trong tổng kim ngạch. Nhìn chung, từ một phần ba đến một nửa thương mại của Ukraina là với Liên bang Nga. Sự phụ thuộc đặc biệt mạnh mẽ trong lĩnh vực năng lượng. Có tới 75% lượng khí đốt tiêu thụ hàng năm và gần 80% lượng dầu đến từ Nga. Về mặt xuất khẩu, sự phụ thuộc vào Nga cũng rất đáng kể. Nga vẫn là thị trường chính của Ukraina về kim loại đen, thép tấm và ống, máy móc điện, công cụ và thiết bị máy móc, thực phẩm và các sản phẩm của ngành hóa chất. Đây là thị trường đầy hy vọng cho hàng hóa có giá trị gia tăng cao của Ukraina, hơn 9/10 trong số đó có lịch sử gắn liền với người tiêu dùng Nga.
Không còn người mua cũ vào năm 1997, Ukraina phải trải qua sự sụt giảm nghiêm trọng về sản lượng máy công nghiệp có hệ thống điều khiển kỹ thuật số, tivi, máy ghi âm, máy xúc, ô tô và xe tải. Đồng thời, bất chấp sự suy thoái thời hậu cộng sản, Nga trở thành nhà đầu tư lớn thứ tư vào nền kinh tế Ukraina sau Mỹ, Hà Lan và Đức, đóng góp 150,6 triệu USD trong tổng số 2,047 tỷ USD đầu tư trực tiếp nước ngoài mà Ukraina nhận được từ tất cả các nguồn đến năm 1998.

### Thập niên 2000

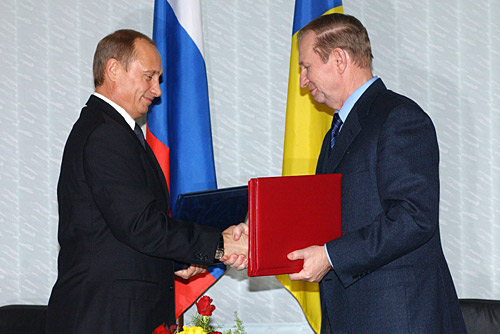
Vladimir Putin và Leonid Kuchma vào tháng 12 năm 2003.

Tranh chấp giữa hai quốc gia tồn tại từ trước bầu cử tổng thống Ukraina năm 2004, bao gồm suy đoán về sự kiện quân đội Ukraina vô tình bắn rơi một máy bay Nga và tranh cãi về đảo Tuzla, nhưng quan hệ Ukraina với Nga được cải thiện trong những năm cuối nhiệm kỳ của Leonid Kuchma. Năm 2002, Chính phủ Nga tham gia tài trợ xây dựng các nhà máy điện hạt nhân Khmelnytskyi và Rivne. Vào tháng 1 năm 2003, hai quốc gia ký kết một hiệp ước nhằm xác định biên giới đất liền giữa họ. Đến tháng 12 năm 2003, Nga đạt được thoả thuận hợp tác về eo biển Kerch. Năm 2003, Nga cố gắng hợp nhất Ukraina vào một Không gian kinh tế duy nhất mới do Nga lãnh đạo. Tuy nhiên, đến khi Tổng thống Viktor Yushchenko nắm quyền, một số vấn đề lại nổi lên, bao gồm tranh chấp khí đốt Nga-Ukraina do Ukraina hợp tác ngày càng tăng với EU và nỗ lực tham gia NATO.
Nhận thức chung về mối quan hệ với Nga tại Ukraina có khác biệt, phần lớn dựa trên các yếu tố khu vực. Nhiều khu vực tại miền đông và miền nam Ukraina nói tiếng Nga, là nơi sinh sống của đa số người Nga tại Ukraina, họ hoan nghênh quan hệ mật thiết hơn với Nga. Tuy nhiên,  xa hơn về miền trung và đặc biệt là miền tây của Ukraina thì người dân thể hiện thái độ kém thân thiện hơn đối với ý tưởng về một liên kết lịch sử với Nga và đặc biệt là Liên Xô.
Tổng thống Nga Putin (24 tháng 12 năm 2004)
Tại Nga, không có khác biệt giữa các khu vực về quan điểm đối với Ukraina, nhưng nhìn chung, những nỗ lực của Ukraina nhằm gia nhập EU và NATO được họ nhìn nhận là sự thay đổi hướng tới chỉ thân phương Tây và chống Nga, do đó là một dấu hiệu của sự thù địch và điều này dẫn đến sụt giảm nhận thức về Ukraina tại Nga (mặc dù Tổng thống Ukraina Viktor Yushchenko từng trấn an Nga rằng việc gia nhập NATO không phải là một hành động chống Nga, và Putin nói rằng Nga sẽ hoan nghênh việc Ukraina trở thành thành viên EU). Điều này càng được thúc đẩy do cuộc thảo luận công khai tại Ukraina về việc liệu tiếng Nga có nên được công nhận địa vị chính thức hay không
 và được trở thành ngôn ngữ nhà nước thứ hai. Trong xung đột khí đốt năm 2009, phương tiện truyền thông Nga gần như miêu tả thống nhất Ukraina là một quốc gia hung hãn và tham lam, muốn liên minh với kẻ thù của Nga trong khi lợi dụng khí đốt giá rẻ của Nga.
Mối quan hệ ngày càng xấu đi là do những tuyên bố hiếu chiến được đưa ra trong năm 2007–2008 từ cả phía Nga (như từ Bộ Ngoại giao Nga, Thị trưởng Moskva Yury Luzhkov và Tổng thống Vladimir Putin) và các chính trị gia Ukraina như Bộ trưởng Ngoại giao Borys Tarasiuk, Thứ trưởng Bộ Tư pháp Evhen Kornichuk và lãnh đạo phe đối lập trong nghị viện Yulia Tymoshenko.
Tình trạng của Hạm đội Biển Đen của Nga tại Sevastopol vẫn là vấn đề bất đồng và căng thẳng.

#### Chính phủ Tymoshenko thứ hai

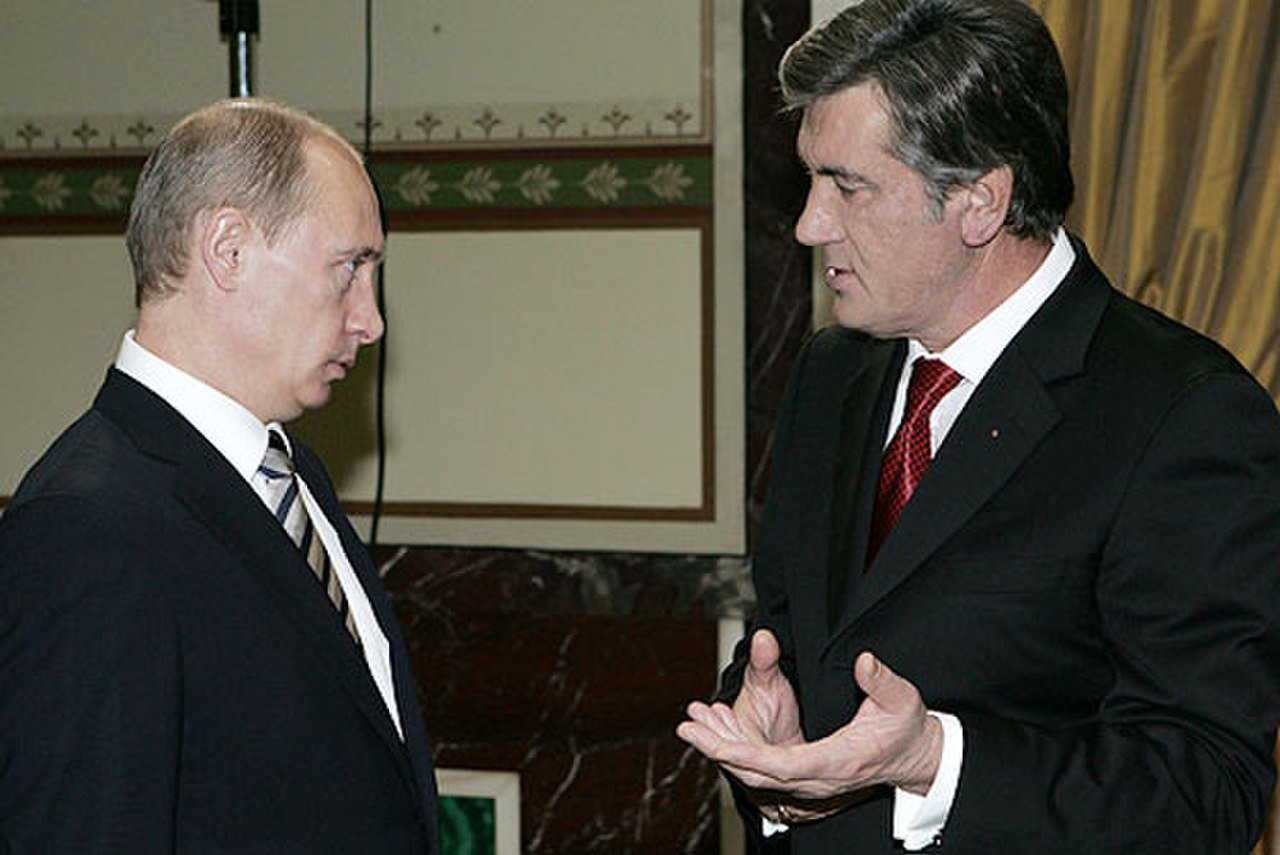
Vladimir Putin và Viktor Yushchenko vào tháng 2 năm 2008

Vào tháng 2 năm 2008, Nga đơn phương rút khỏi thỏa thuận liên chính phủ Ukraina-Nga về Trung tâm chính về cảnh báo tấn công tên lửa được ký kết năm 1997.
Trong Chiến tranh Nga-Gruzia, quan hệ giữa Ukraina và Nga trở nên xấu đi do Ukraina ủng hộ Gruzia cùng tuyên bố của Nga về việc Ukraina cung cấp vũ khí cho Gruzia. Thêm vào đó, Ukraina đưa ra các quy định mới về Hạm đội Biển Đen của Nga, do đây là một lực lượng cử tàu và lính thủy đánh bộ tham chiến, chẳng hạn như yêu cầu Nga phải xin phép trước khi vượt qua biên giới Ukraina, nhưng Nga từ chối tuân thủ. Những bất đồng sâu hơn về lập trường của Ukraina đối với Gruzia và quan hệ với Nga là một trong những vấn đề khiến chính phủ liên minh giữa Ukraina của chúng ta-Khối Tự vệ Nhân dân và Khối Yulia Tymoshenko sụp đổ vào tháng 9 năm 2008 (vào ngày 16 tháng 12 năm 2008, liên minh được tái lập với một đối tác liên minh mới là Khối Lytvyn). Điều này làm dấy lên tranh cãi về sự hiện diện của quân đội Nga tại Krym.
Vào ngày 2 tháng 10 năm 2008, Thủ tướng Nga Vladimir Putin cáo buộc Ukraina cung cấp vũ khí cho Gruzia trong Chiến tranh Nga-Gruzia. Putin cũng tuyên bố rằng Moskva có bằng chứng chứng minh rằng các chuyên gia quân sự Ukraina có mặt tại khu vực xung đột trong chiến tranh. Người đứng đầu công ty xuất khẩu vũ khí nhà nước Ukraina Ukrspetsexport cho biết không có vũ khí nào được bán trong chiến tranh, và Bộ trưởng Quốc phòng Yuriy Yekhanurov phủ nhận việc quân nhân Ukraina chiến đấu bên phía Gruzia.
Tổng công tố Ukraina Oleksandr Medvedko xác nhận vào ngày 25 tháng 9 năm 2009 rằng không có nhân viên nào của Lực lượng vũ trang Ukraina tham gia Chiến tranh Nga-Gruzia năm 2008, không có vũ khí hoặc thiết bị quân sự nào của Lực lượng vũ trang Ukraina hiện diện trong xung đột. Ông cũng khẳng định việc chuyển giao thiết bị quân sự quốc tế giữa Ukraina và Gruzia từ năm 2006 đến năm 2008 được thực hiện phù hợp với các hợp đồng trước đó, luật pháp Ukraina và các điều ước quốc tế.
Hoa Kỳ ủng hộ Ukraina ứng cử gia nhập NATO vào tháng 1 năm 2008 trong một nỗ lực để nhận được một Kế hoạch hành động thành viên NATO. Nga phản đối mạnh mẽ bất kỳ triển vọng nào để cho Ukraina và Gruzia trở thành thành viên NATO. Theo bản ghi được cho là bài phát biểu của Putin tại Hội nghị thượng đỉnh Hội đồng NATO-Nga năm 2008 tại Bucharest, Putin nói về trách nhiệm của Nga đối với người dân tộc Nga cư trú tại Ukraina và kêu gọi các đối tác NATO của mình hành động một cách thận trọng; theo một số tường thuật của phương tiện truyền thông, sau đó ông cũng ám chỉ riêng với người đồng cấp Mỹ về khả năng Ukraina sẽ mất đi tính toàn vẹn trong trường hợp gia nhập NATO. Theo một tài liệu trong vụ rò rỉ điện tín ngoại giao Hoa Kỳ thì Putin "ngầm thách thức sự toàn vẹn lãnh thổ của Ukraina, cho rằng Ukraina là một tạo vật nhân tạo được khâu lại với nhau từ lãnh thổ của Ba Lan, Cộng hòa Séc, Romania và đặc biệt là Nga do kết quả của Thế chiến thứ hai."

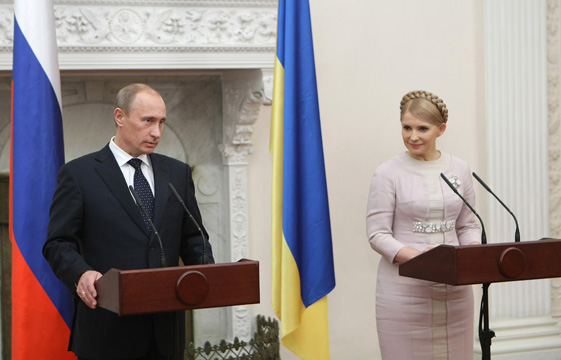
Vladimir Putin và Yulia Tymoshenko vào tháng 11 năm 2009

Trong tranh chấp tháng 1 năm 2009 về giá khí đốt tự nhiên, việc xuất khẩu khí đốt tự nhiên của Nga qua Ukraina bị ngừng. Mối quan hệ càng trở nên xấu đi khi Thủ tướng Nga Putin trong cuộc tranh chấp này nói rằng "Giới lãnh đạo chính trị Ukraina đang chứng minh sự bất lực của họ trong việc giải quyết các vấn đề kinh tế, và [...] tình hình nêu bật mức độ tội phạm hóa cao của giới cầm quyền [Ukraina]" và đến tháng 2 năm 2009 (sau cuộc xung đột) Tổng thống Ukraina Yushchenko và Bộ Ngoại giao Ukraina xem xét tuyên bố của Tổng thống Nga Dmitry Medvedev rằng Ukraina phải bồi thường thiệt hại do khủng hoảng khí đốt cho các nước châu Âu là một "tuyên bố mang tính cảm xúc không thân thiện và thù địch đối với Ukraina và các quốc gia thành viên EU". Trong cuộc xung đột, phương tiện truyền thông Nga hầu hết đồng nhất miêu tả Ukraina là một quốc gia hung hãn và tham lam, muốn liên minh với kẻ thù của Nga và lợi dụng khí đốt giá rẻ của Nga.
Sau khi một "kế hoạch tổng thể" nhằm hiện đại hóa cơ sở hạ tầng khí đốt tự nhiên của Ukraina giữa EU và Ukraina được công bố (vào ngày 23 tháng 3 năm 2009), Bộ trưởng Năng lượng Nga Sergei Shmatko phát biểu rằng nó dường như kéo Ukraina lại gần hơn về mặt pháp lý với Liên minh châu Âu và có thể gây tổn hại đến lợi ích của Moskva. Theo Putin "thảo luận những vấn đề như vậy mà không có nhà cung cấp cơ sở thì đơn giản là không nghiêm túc".
Trong sự việc rò rỉ điện tín ngoại giao Hoa Kỳ liên quan đến cuộc khủng hoảng khí đốt Nga-Ukraina vào tháng 1 năm 2009, Đại sứ Hoa Kỳ tại Ukraina William Taylor đã trích dẫn Đại sứ Ukraina tại Nga Kostyantyn Hryshchenko bày tỏ quan điểm của ông rằng các nhà lãnh đạo Điện Kremlin muốn thấy một người hoàn toàn phục tùng nắm quyền tại Kyiv (một nhiếp chính tại Ukraina) và rằng Putin "ghét" Tổng thống Yushchenko đương thời và có tôn trọng cá nhân thấp đối với Yanukovych, nhưng đối với thủ tướng lúc đó là Tymoshenko thì Putin cho rằng dù đây có lẽ không phải người mà ông có thể tin tưởng, nhưng là người mà ông có thể đối phó.
Vào ngày 11 tháng 8 năm 2009, Tổng thống Nga Dmitry Medvedev đăng một bức thư ngỏ và một videoblog, trong đó ông chỉ trích Yushchenko vì điều mà Medvedev tuyên bố là trách nhiệm của tổng thống Ukraina trong việc làm xấu đi mối quan hệ Nga-Ukraina và "lập trường chống Nga của chính quyền Ukraina hiện tại". Medvedev tuyên bố thêm rằng ông sẽ không cử Đại sứ Nga mới tại Ukraina cho đến khi mối quan hệ được cải thiện. Đáp lại, Yushchenko viết một lá thư lưu ý rằng ông không thể đồng ý rằng quan hệ Ukraina-Nga đang gặp khó khăn và tự hỏi tại sao Tổng thống Nga lại loại trừ hoàn toàn trách nhiệm của Nga về việc này.
Các nhà phân tích cho rằng thông điệp của Medvedev được đưa ra đúng lúc để gây ảnh hưởng đến chiến dịch tranh cử bầu cử tổng thống Ukraina năm 2010. Người phát ngôn Bộ Ngoại giao Hoa Kỳ bình luận rằng "Điều quan trọng là Ukraina và Nga phải có một mối quan hệ mang tính xây dựng. Tôi không chắc chắn về những bình luận này là cần thiết theo hướng đó. Nhưng trong tương lai, Ukraina có quyền đưa ra lựa chọn của riêng mình và chúng tôi cảm thấy rằng họ có quyền gia nhập NATO nếu họ lựa chọn."
Vào ngày 7 tháng 10 năm 2009, Bộ trưởng Ngoại giao Nga Sergey Lavrov cho biết chính phủ Nga muốn thấy kinh tế chiếm ưu thế trong quan hệ Nga-Ukraina và rằng quan hệ giữa hai nước sẽ được cải thiện nếu hai nước thiết lập liên doanh, đặc biệt là các doanh nghiệp  nhỏ và vừa. Lavrov cũng cho biết chính phủ Nga sẽ không phản hồi đề xuất của Ukraina về việc tổ chức cuộc gặp giữa các tổng thống Nga và Ukraina, nhưng "liên hệ giữa Bộ Ngoại giao hai nước đang được duy trì thường trực."
Vào ngày 2 tháng 12 năm 2009, Bộ trưởng Ngoại giao Ukraina Petro Poroshenko và Lavrov đồng ý dần dần từ bỏ việc lập danh sách các cá nhân bị cấm nhập cảnh vào quốc gia của họ.

### Thập niên 2010

#### Nhiệm kỳ Viktor Yanukovych

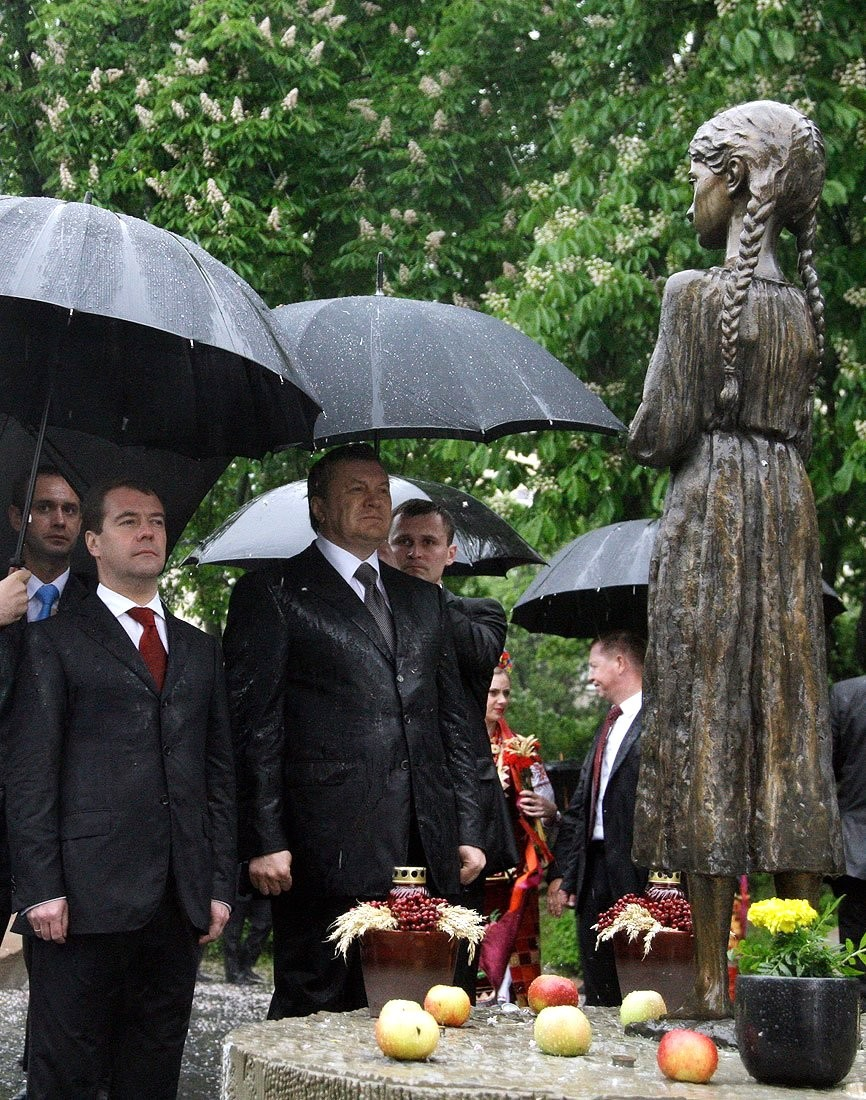
Viktor Yanukovych và Dmitry Medvedev vào ngày 17 tháng 5 năm 2010 gần Đài tưởng niệm các nạn nhân Holodomor tại Kyiv.

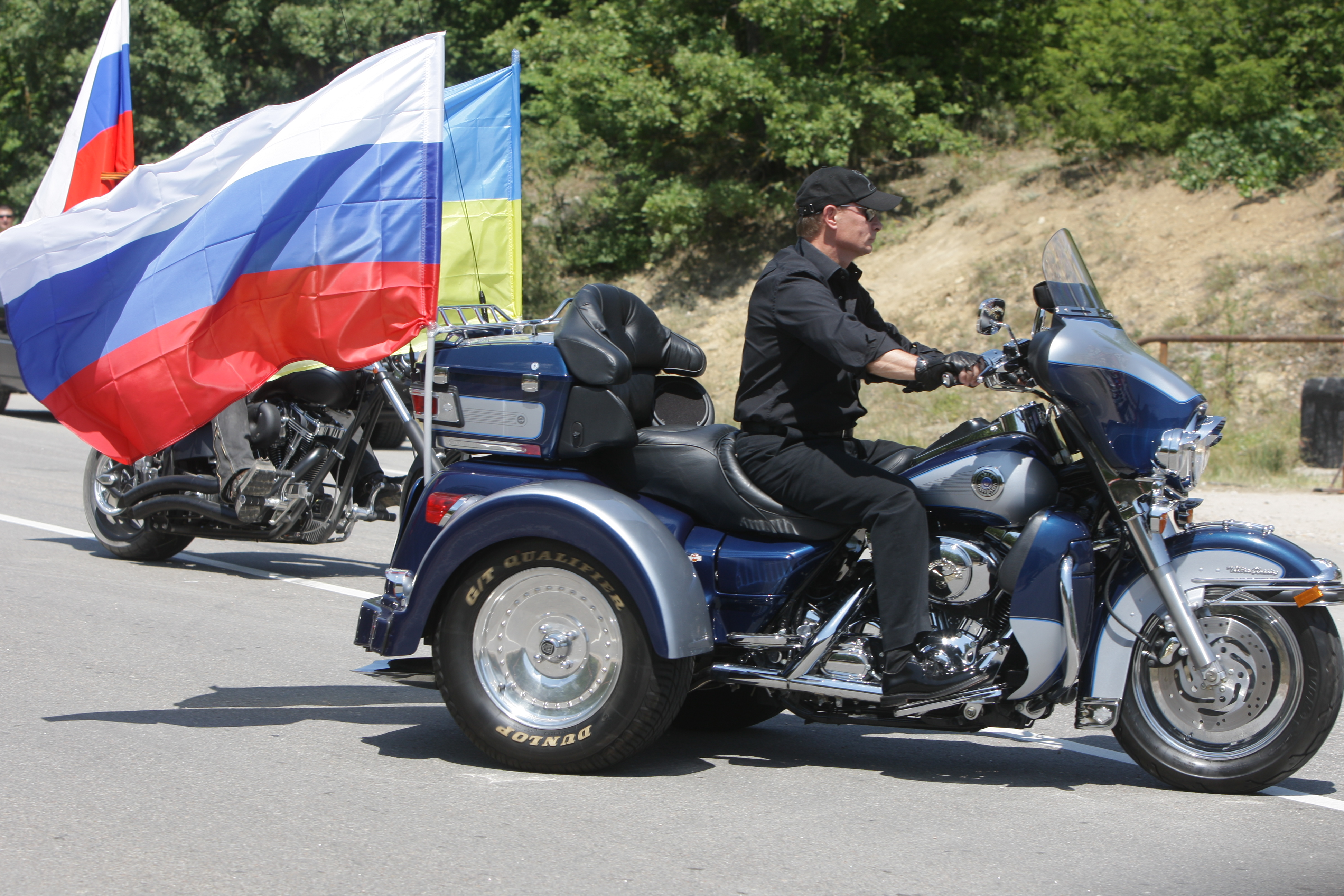
Vladimir Putin đến dự Cuộc đua xe đạp quốc tế lần thứ 14 tại Sevastopol, 24 tháng 7 năm 2010

Theo Taras Kuzio, Viktor Yanukovych là vị tổng thống thân Nga và tân Xô viết nhất từng được bầu ra tại Ukraina. Sau khi đắc cử, ông hoàn thành các yêu cầu do Tổng thống Nga Dmitry Medvedev đặt ra trong lá thư gửi cựu Tổng thống Viktor Yushchenko vào tháng 8 năm 2009.(tr6)
Vào ngày 22 tháng 4 năm 2010, Viktor Yanukovych và Dmitry Medvedev ký kết một thỏa thuận cho Nga thuê căn cứ Hải quân Nga tại Sevastopol trong 25 năm để đổi lấy giá khí đốt vận chuyển được chiết khấu 100 USD mỗi 1.000 m³. Thỏa thuận gia hạn hợp đồng thuê gây nhiều tranh cãi trong và ngoài Ukraina.
Vào ngày 17 tháng 5 năm 2010, Tổng thống Dmitry Medvedev đến Kyiv trong chuyến thăm hai ngày. Trong chuyến thăm, Medvedev hy vọng sẽ ký được các thỏa thuận hợp tác trong "các vấn đề liên khu vực và quốc tế". Điều này cũng được đề cập trong cuộc điều tra chính thức tại Verkhovna Rada. Theo một số hãng tin, mục đích chính của chuyến thăm là giải quyết những bất đồng trong quan hệ năng lượng Nga-Ukraina sau khi Viktor Yanukovych đồng ý sáp nhập một phần Gazprom và Naftogaz. Ngoài việc sáp nhập các công ty khí đốt nhà nước, còn có các cuộc đàm phán về việc sáp nhập lĩnh vực năng lượng hạt nhân.
Dmitry Medvedev và Vladimir Putin (tháng 6 năm 2010) đều tuyên bố họ nhận thấy sự cải thiện lớn trong quan hệ kể từ nhiệm kỳ tổng thống của Viktor Yanukovych.
Vào ngày 17 tháng 7 năm 2013 gần bờ biển Azov thuộc Nga, được coi là vùng nội thủy của cả Nga và Ukraina (không phân định ranh giới), một tàu tuần tra của Tuần duyên Nga va chạm với tàu cá Ukraina. Bốn ngư dân thiệt mạng trong khi một người bị chính quyền Nga bắt giữ với tội danh săn bắt trộm. Theo ngư dân sống sót kể lại, thuyền của họ bị người Nga đâm vào và các ngư dân cũng bị bắn, trong khi các cơ quan thực thi pháp luật của Nga cho rằng chính những kẻ săn trộm đã cố đâm vào tàu tuần tra. Bộ trưởng Tư pháp Ukraina Olena Lukash cho rằng Nga không có thẩm quyền truy tố công dân Ukraina bị giam giữ.
Một sự cố khác xảy ra trên biên giới giữa tỉnh Belgorod của Nga và tỉnh Luhansk của Ukraina khi một tài xế máy kéo người Nga có vẻ say xỉn quyết định vượt biên sang Ukraina cùng với hai người bạn của ông vào ngày 28 tháng 8 năm 2013. Không giống như sự cố Azov một tháng trước đó, vào ngày 17 tháng 7 năm 2013, Cơ quan Biên giới Nhà nước Ukraina đã bàn giao lại các công dân Nga cho chính quyền Nga. Máy kéo Belarus bị mang đi và giao cho Bộ Thuế vụ.

#### Hội nhập kinh tế và Euromaidan
Năm 2013, Ukraina đồng thời theo đuổi quy chế quan sát viên trong Liên minh Hải quan Belarus, Kazakhstan và Nga do Nga lãnh đạo, và kiên trì tiến tới thỏa thuận liên kết với EU, dự kiến được ký vào tháng 11 năm đó.
Vào ngày 14 tháng 8 năm 2013, Cục Hải quan Nga đã cho ngừng tất cả hàng nhập khẩu từ Ukraina. Một số chính trị gia cho đây là bước khởi đầu một cuộc chiến thương mại chống lại Ukraina nhằm ngăn Ukraina ký thỏa thuận thương mại với Liên minh châu Âu. Theo Pavlo Klimkin, một trong những nhà đàm phán Thỏa thuận liên kết của Ukraina, ban đầu "người Nga đơn giản là không tin (thỏa thuận liên kết với EU) có thể trở thành hiện thực. Họ không tin vào khả năng của chúng tôi sẽ đàm phán được một thỏa thuận tốt và không tin vào cam kết của chúng tôi trong việc thực hiện một thỏa thuận tốt."
Vào tháng 9 năm 2013, Nga cảnh báo Ukraina rằng nếu nước này tiếp tục thực hiện một thỏa thuận đã định về thương mại tự do với EU, nước này sẽ phải đối mặt với thảm họa tài chính và có thể là sự sụp đổ của nhà nước. Cố vấn của Tổng thống Putin Sergey Glazyev nói rằng "Chính quyền Ukraina mắc sai lầm lớn nếu họ cho rằng phản ứng của Nga sẽ trở nên trung hoà trong vài năm tới. Điều này sẽ không xảy ra". Nga áp đặt các hạn chế nhập khẩu đối với một số sản phẩm của Ukraina và Glazyev không loại trừ các biện pháp trừng phạt tiếp theo nếu thỏa thuận được ký kết. Glazyev kể đến khả năng các phong trào ly khai nổi lên ở phía đông và phía nam nói tiếng Nga của Ukraina.

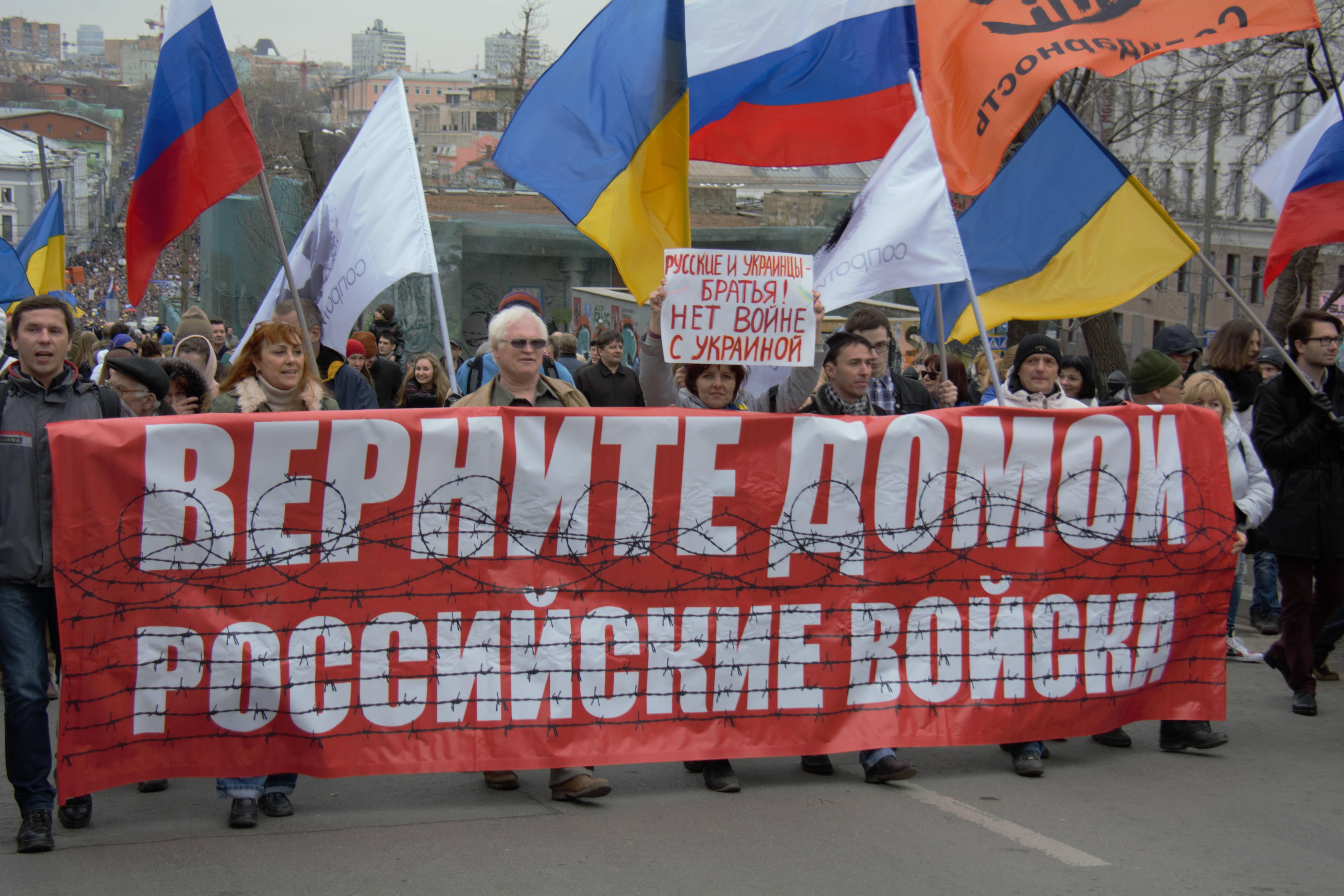
Cuộc biểu tình ngày 15 tháng 3 năm 2014, được đặt tên là Tháng ba hòa bình, diễn ra tại Moskva một ngày trước cuộc trưng cầu dân ý tại Krym

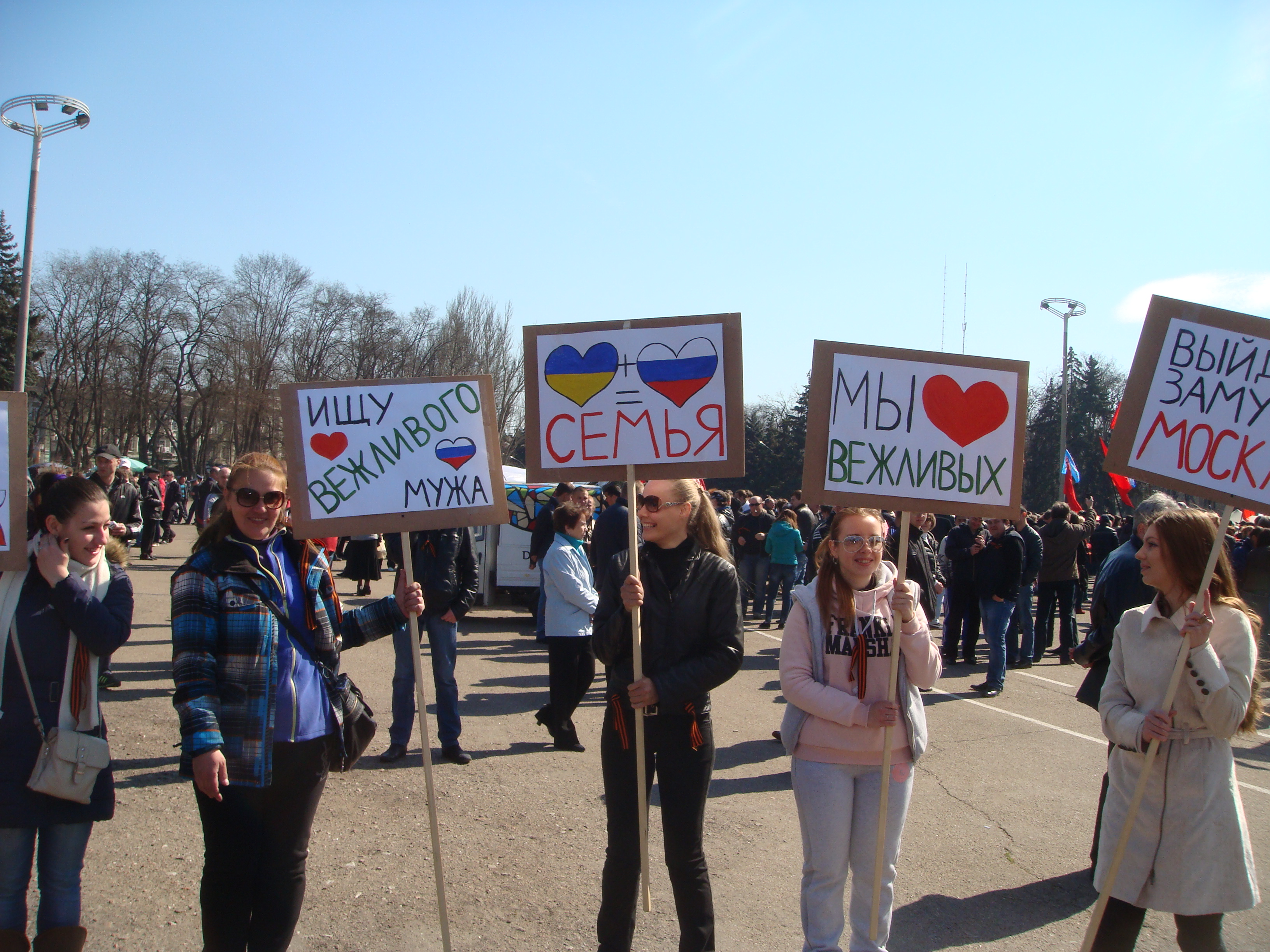
Người biểu tình thân Nga tại Odesa, ngày 30 tháng 3 năm 2014

Vào ngày 21 tháng 11 năm 2013, Yanukovych đình chỉ việc chuẩn bị ký kết Thỏa thuận Liên kết EU để tìm kiếm mối quan hệ kinh tế chặt chẽ hơn với Nga. Vào ngày 17 tháng 12 năm 2013, Tổng thống Nga Vladimir Putin đồng ý cho Ukraina vay 15 tỷ đô la viện trợ tài chính và giảm 33% giá khí đốt tự nhiên. Hiệp định được ký kết trong bối cảnh các cuộc biểu tình lớn đang diễn ra tại Ukraina để ủng hộ mối quan hệ chặt chẽ hơn giữa Ukraina và Liên minh châu Âu.

#### Sáp nhập Krym và chiến tranh ở miền đông Ukraina
Trong Cách mạng Ukraina 2014, chính phủ của Tổng thống Ukraina Viktor Yanukovych bị lật đổ. Sau đó là Khủng hoảng Krym 2014 diễn ra tại Cộng hòa tự trị Krym. Các cuộc biểu tình được tổ chức bởi các nhóm chủ yếu là người dân tộc Nga, họ phản đối các sự kiện tại Kyiv và muốn có mối quan hệ chặt chẽ hoặc hội nhập với Nga, bên cạnh đó là việc mở rộng quyền tự chủ hoặc khả năng độc lập cho Krym. Các nhóm khác như người Tatar Krym biểu tình ủng hộ cách mạng. Vào ngày 27 tháng 2, những quân nhân không có phù hiệu và che mặt chiếm giữ một số tòa nhà quan trọng tại Krym, bao gồm cả tòa nhà nghị viện và hai sân bay. Bị bao vây, Hội đồng Tối cao Krym giải tán chính phủ nước cộng hòa tự trị và thay thế chủ tịch Hội đồng Bộ trưởng Krym Anatolii Mohyliov bằng Sergey Aksyonov.
Ukraina cáo buộc Nga can thiệp vào công việc nội bộ của Ukraina, trong khi phía Nga chính thức phủ nhận cáo buộc này. Để đối phó với cuộc khủng hoảng, Nghị viện Ukraina yêu cầu các bên ký kết Biên bản ghi nhớ Budapest tái khẳng định cam kết của họ đối với các nguyên tắc được quy định trong thỏa thuận chính trị, đồng thời yêu cầu thêm rằng họ tổ chức các cuộc tham vấn với Ukraina để giảm bớt căng thẳng. Vào ngày 1 tháng 3 dù không tuyên chiến, Nghị viện Nga trao cho Tổng thống Vladimir Putin quyền sử dụng lực lượng quân sự tại Ukraina. Cùng ngày, quyền tổng thống Ukraina Oleksandr Turchynov ra lệnh rằng việc bổ nhiệm Thủ tướng Krym là vi hiến. Ông nói: "Chúng tôi coi hành vi của Liên bang Nga là xâm lược trực tiếp vào chủ quyền của Ukraina!".
Vào giữa tháng 3, sau một cuộc trưng cầu dân ý địa phương gây tranh cãi, Nga công nhận Krym là một nhà nước có chủ quyền và tiến hành chính thức sáp nhập bán đảo. Bộ Ngoại giao Ukraina triệu tập người được ủy nhiệm lâm thời của Nga tại Ukraina để trình phản đối việc Nga công nhận Cộng hòa Krym và việc sáp nhập sau đó. Hai ngày sau, Verkhovna Rada lên án hiệp định và gọi hành động của Nga là "vi phạm trắng trợn luật pháp quốc tế".
Ukraina đáp trả bằng các biện pháp trừng phạt chống lại Nga cũng như đưa nhiều cá nhân và tổ chức có liên quan đến việc sáp nhập vào danh sách đen và đóng băng tài sản của họ. Ukraina bắt đầu chiến dịch không mua sản phẩm Nga và các quốc gia khác ủng hộ quan điểm của Ukraina cũng áp dụng các biện pháp tương tự. Nga đáp trả bằng các biện pháp tương tự chống lại Ukraina và những bên ủng hộ nước này nhưng không công khai danh sách những cá nhân hoặc tổ chức bị trừng phạt.
Vào ngày 19 tháng 3 năm 2014, tất cả Lực lượng Vũ trang Ukraina (vào thời điểm đó bị bao vây trong căn cứ của họ bởi những người lính không phiên hiệu) đã rút khỏi Krym. Vào ngày 8 tháng 4 năm 2014, một thỏa thuận đạt được giữa Nga và Ukraina về việc trả lại các tàu bị bắt giữ về Ukraina và "rút một số lượng máy bay Ukraina không được tiết lộ bị bắt giữ tại Krym". Nga hứa trả lại 35 tàu bị tạm giữ trong quá trình sáp nhập Krym nhưng đơn phương đình chỉ việc trả lại các vật chất của Hải quân Ukraina từ Krym cho Ukraina sau khi Ukraina không gia hạn lệnh ngừng bắn đơn phương được tuyên bố vào ngày 1 tháng 7 năm 2014 trong chiến tranh tại Donbas. Do đó, 16 tàu nhỏ đã quay trở lại Ukraina.
Vào ngày 15 tháng 4, Verkhovna Rada tuyên bố Cộng hòa tự trị Crimea và Sevastopol nằm dưới sự "chiếm đóng tạm thời" của quân đội Nga. Các vùng lãnh thổ cũng được coi là "bộ phận không thể chuyển nhượng của Ukraina" theo luật pháp Ukraina. Vào ngày 17 tháng 4 năm 2014, Tổng thống Putin tuyên bố rằng quân đội Nga đã ủng hộ lực lượng dân quân ly khai Krym, nói rằng sự can thiệp của Nga là cần thiết "để đảm bảo các điều kiện thích hợp để cho người dân Krym có thể tự do bày tỏ ý chí của họ".
Trong suốt tháng 3 và tháng 4 năm 2014, tình trạng bất ổn thân Nga lan rộng tại Ukraina, các nhóm thân Nga tuyên bố thành lập các "Cộng hòa Nhân dân" tại tỉnh Donetsk và tỉnh Luhansk. Sau đó, một phần của hai tỉnh này nằm ngoài tầm kiểm soát của chính phủ Ukraina. Vào ngày 17 tháng 7 năm 2014, một máy bay của Malaysia Airlines bị bắn hạ bởi tên lửa đất đối không Buk được phóng từ lãnh thổ do phe ly khai thân Nga kiểm soát tại Ukraina.
Xung đột quân sự giữa phiến quân thân Nga (được quân đội Nga hậu thuẫn) và Lực lượng Vũ trang Ukraina bắt đầu tại vùng Donbas vào tháng 4 năm 2014. Vào ngày 5 tháng 9 năm 2014, Chính phủ Ukraina và các đại diện của Cộng hòa Nhân dân Donetsk và Cộng hòa Nhân dân Luhansk tự xưng ký kết một thoả thuận ngừng bắn dự kiến. Lệnh ngừng bắn bị phá vỡ trong bối cảnh giao tranh mới căng thẳng vào tháng 1 năm 2015. Thỏa thuận ngừng bắn mới có hiệu lực vào giữa tháng 2 năm 2015, nhưng cũng không thể ngăn chặn giao tranh.
Nga bị NATO và Ukraina cáo buộc tham gia vào các hoạt động quân sự trực tiếp để hỗ trợ Cộng hòa Nhân dân Donetsk và Cộng hòa Nhân dân Luhansk. Nga phủ nhận điều này, nhưng vào tháng 12 năm 2015, Tổng thống Vladimir Putin thừa nhận rằng các sĩ quan tình báo quân đội Nga đang hoạt động tại Ukraina, tuy nhiên nhấn mạnh rằng họ không giống như binh sĩ chính quy. Nga cho rằng các "tình nguyện viên" Nga đó đang giúp đỡ phe ly khai Cộng hòa Nhân dân.
Ngày 26 tháng 6 năm 2014, Tổng thống Ukraina Petro Poroshenko tuyên bố rằng quan hệ song phương với Nga không thể được bình thường hóa trừ khi Nga hủy bỏ việc đơn phương sáp nhập Krym và trả lại quyền kiểm soát Krym cho Ukraina. Vào tháng 2 năm 2015, Ukraina chấm dứt thỏa thuận năm 1997 rằng người Nga có thể nhập cảnh Ukraina bằng giấy tờ tùy thân trong nước thay vì hộ chiếu du lịch.

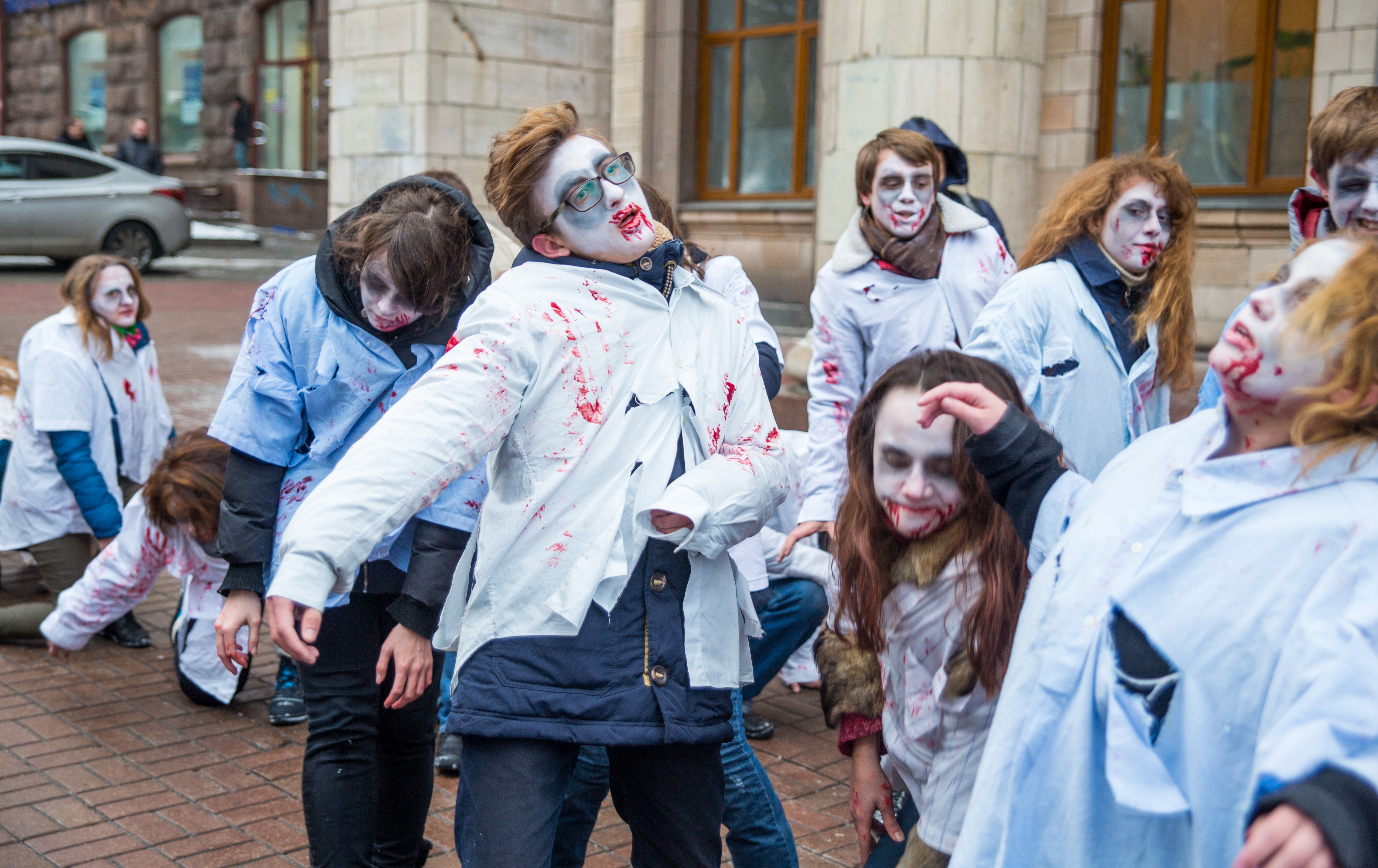
Trình diễn tháng 12 năm 2014 tại Kyiv để ủng hộ chiến dịch dân sự Tẩy chay phim Nga

Vào tháng 2 năm 2015, luật "Về bảo vệ không gian phát thanh và truyền hình thông tin của Ukraina" cấm chiếu (trên truyền hình Ukraina) "các tác phẩm nghe nhìn" có nội dung "phổ biến, kích động, tuyên truyền bất kỳ hành động nào của các cơ quan thực thi pháp luật, lực lượng vũ trang, các lực lượng vũ trang, quân sự hoặc an ninh khác của quốc gia chiếm đóng". Một năm sau số lượng sản phẩm của Nga (trên truyền hình Ukraina) giảm từ ba đến bốn lần. Ngay từ đầu tháng 3 năm 2014 và trước trưng cầu dân ý về độc lập tại Krym, tất cả chương trình phát sóng của các kênh truyền hình có trụ sở tại Ukraina đã bị đình chỉ tại Krym. Cuối tháng đó, Hội đồng Phát thanh và Truyền hình Quốc gia Ukraina ra lệnh áp dụng các biện pháp đối với một số kênh truyền hình Nga bị cáo buộc phát sóng thông tin sai lệch về Ukraina. Thêm 15 kênh truyền hình Nga bị cấm vào tháng 3 năm 2016.

#### Mối quan hệ tiếp tục xấu đi
Tháng 5 năm 2015, Ukraina đình chỉ một thỏa thuận hợp tác quân sự với Nga, đã có từ năm 1993. Sau rạn nứt trong quan hệ kinh doanh song phương, Ukraina cũng ngừng cung cấp linh kiện dùng để sản xuất thiết bị quân sự tại Nga. Vào tháng 8, Nga tuyên bố sẽ cấm nhập khẩu hàng nông sản Ukraina bắt đầu từ tháng 1 năm 2016. Vào tháng 10 năm 2015, Ukraina cấm tất cả các chuyến bay thẳng giữa Ukraina và Nga.
Vào tháng 11 năm 2015, Ukraina đóng cửa không phận của mình đối với tất cả máy bay quân sự và dân sự của Nga. Vào tháng 12 năm 2015, các nhà lập pháp Ukraina bỏ phiếu áp đặt lệnh cấm vận thương mại đối với Nga để trả đũa việc nước này hủy bỏ khu vực thương mại tự do giữa hai nước và cấm nhập khẩu thực phẩm khi hiệp định thương mại tự do giữa Liên minh châu Âu và Ukraina có hiệu lực vào tháng 1 năm 2016. Nga áp thuế đối với hàng hóa Ukraina từ tháng 1 năm 2016, khi Ukraina thực sự gia nhập "Khu vực thương mại tự do sâu rộng và toàn diện" với EU.
Kể từ năm 2015, Ukraina cấm các nghệ sĩ Nga vào Ukraina và cũng cấm các tác phẩm văn hóa Nga khác đến từ Nga vì lý do "mối đe dọa đối với an ninh quốc gia". Nga không đáp trả, Ngoại trưởng Nga Sergey Lavrov nói rằng "Moskva không nên giống Kyiv" và không nên áp đặt "danh sách đen" và hạn chế đối với các nhân vật văn hóa của Ukraina. Lavrov nói thêm rằng các nhà sản xuất và ngành điện ảnh Nga nên tính đến "các cuộc tấn công không thân thiện của các nghệ sĩ trình diễn nước ngoài ở Nga" khi thực hiện các dự án văn hóa với họ.

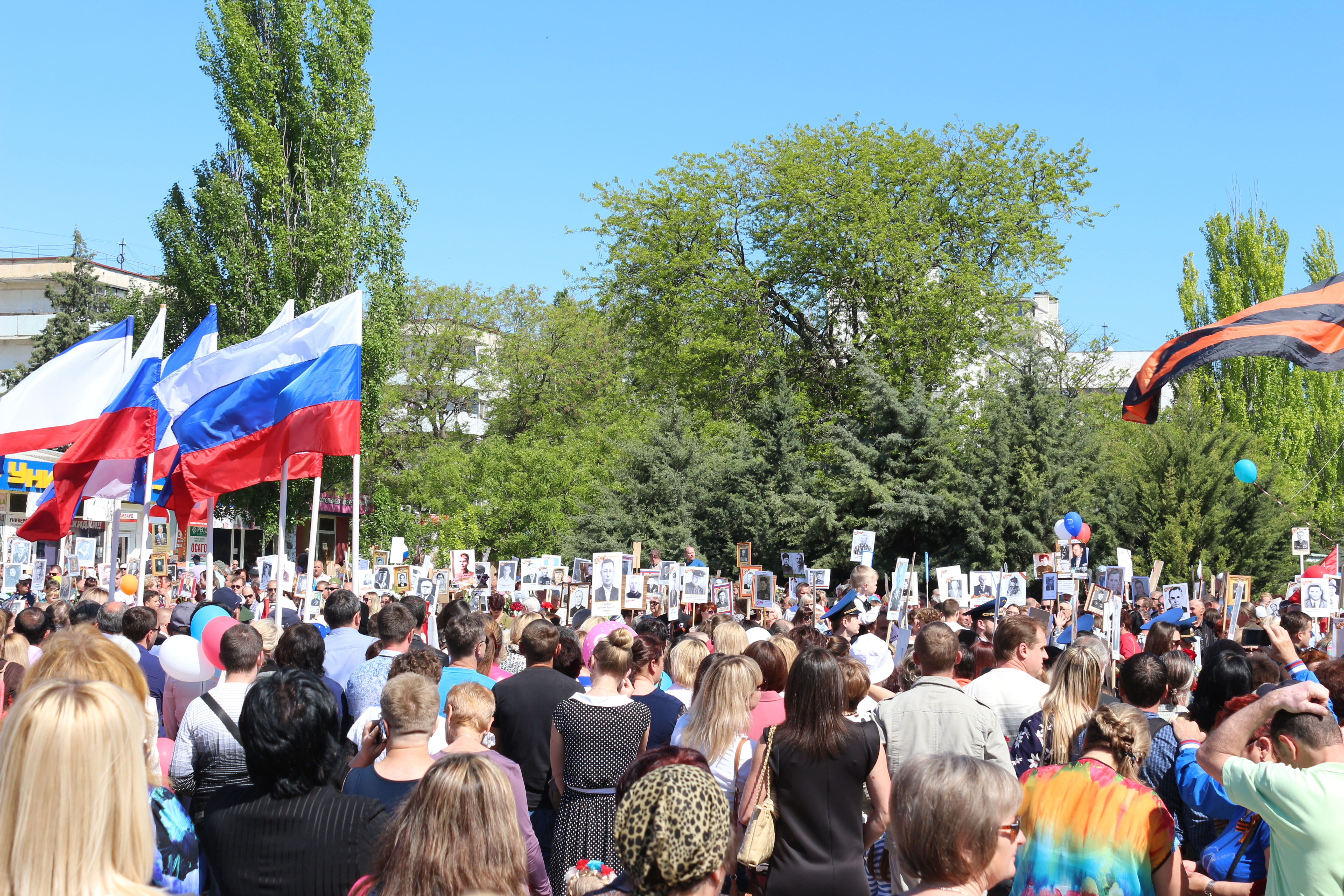
Krym được Nga sáp nhập vào năm 2016

Theo Cơ quan Biên phòng Nhà nước Ukraina số lượng công dân Nga vượt qua biên giới Nga–Ukraina (hơn 2,5 triệu người Nga vào năm 2014) giảm gần 50% trong năm 2015.
Vào ngày 5 tháng 10 năm 2016, Bộ Ngoại giao Ukraina chính thức khuyến nghị công dân của mình nên tránh đi du lịch đến Nga, với lý do cơ quan thực thi pháp luật Nga ngày càng tiến hành nhiều vụ bắt giữ vô căn cứ đối với công dân Ukraina, nói rằng họ thường "đối xử thô lỗ với người Ukraina,  sử dụng các biện pháp bất hợp pháp để gây áp lực về thể chất và tinh thần, tra tấn và các hành vi khác xâm phạm nhân phẩm". Trong nghị quyết ngày 14 tháng 6 năm 2018 về Nga, Nghị viện châu Âu cho biết có 71 "công dân Ukraina bị giam giữ bất hợp pháp tại Nga và trên bán đảo Krym."
Vào tháng 2 năm 2017, chính phủ Ukraina cấm nhập khẩu thương mại mặt hàng sách từ Nga, vốn chiếm tới 60% tổng số đầu sách được bán ở Ukraina, sau lệnh cấm vào tháng 8 năm 2015 đối với một số đầu sách cụ thể.
Luật Giáo dục năm 2017 tại Ukraina quy định tiếng Ukraina là ngôn ngữ duy nhất đối với giáo dục tiểu học trong các trường công lập. Luật vấp phải chỉ trích từ các quan chức tại Nga và Hungary. Bộ Ngoại giao Nga tuyên bố rằng luật này được thiết kế để "thiết lập một cách mạnh mẽ chế độ ngôn ngữ đơn dân tộc ở một quốc gia đa dân tộc".

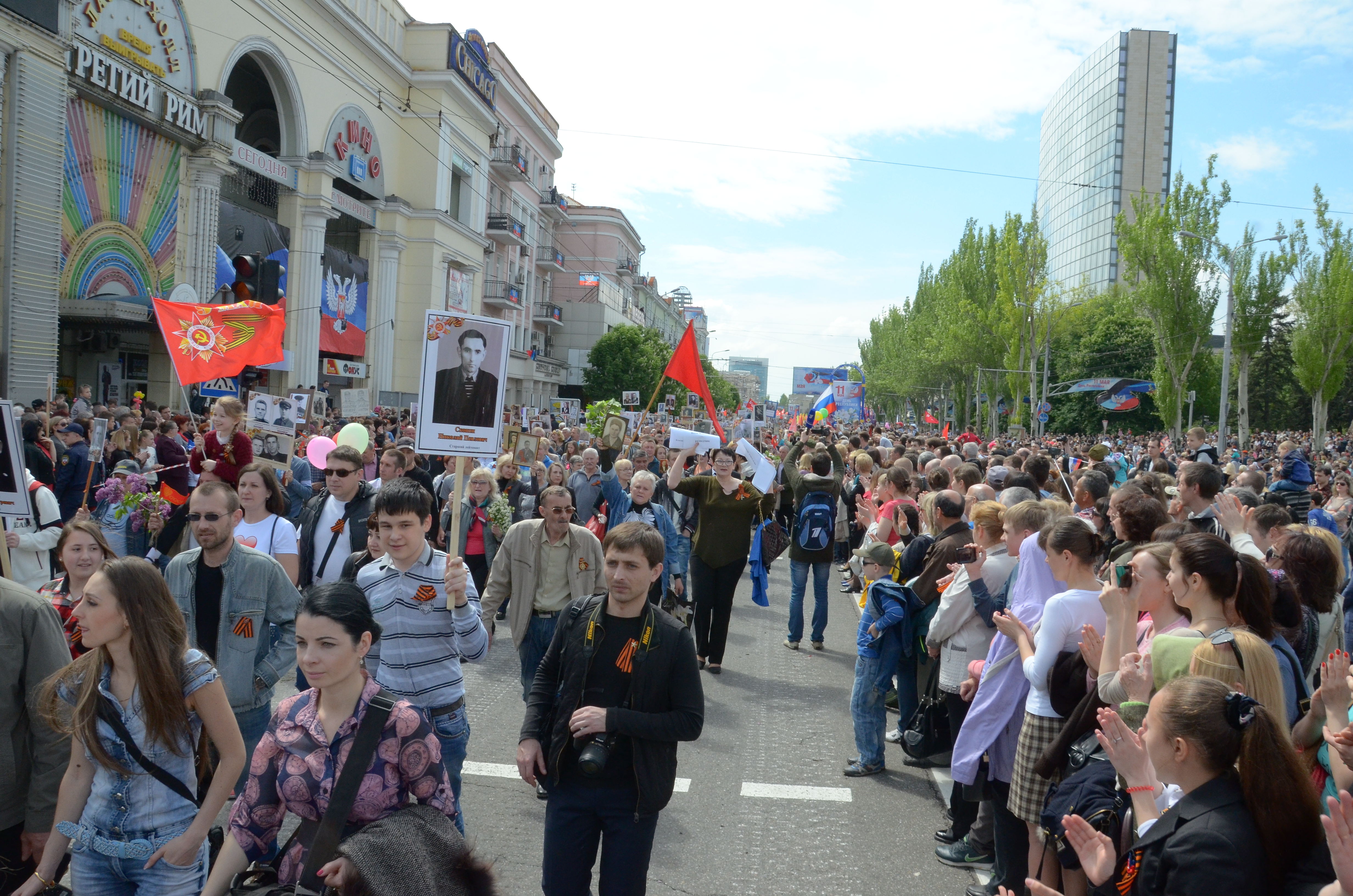
Lễ kỷ niệm Ngày Chiến thắng tại Donetsk, Cộng hòa Nhân dân Donetsk tự xưng, ngày 9 tháng 5 năm 2016

Vào ngày 18 tháng 1 năm 2018, Nghị viện Ukraina thông qua luật xác định các khu vực bị Cộng hòa Nhân dân Donetsk và Cộng hòa Nhân dân Luhansk chiếm đóng là "tạm thời bị Nga chiếm đóng". Luật cũng gọi Nga là nhà nước "xâm lược".
Vào tháng 3 năm 2018, lực lượng biên phòng Ukraina bắt giữ tàu cá Nord mang cờ Nga, đăng ký tại Krym, cáo buộc thủy thủ đoàn tiến vào "lãnh thổ đang bị chiếm đóng tạm thời". Thuyền trưởng tàu Nord là Vladimir Gorbenko có thể phải đối mặt với án tù 5 năm.
Vào tháng 11 năm 2018 Nga nổ súng và bắt giữ ba tàu của Hải quân Ukraina (và giam giữ 24 thủy thủ của họ tại Moskva) ngoài khơi Krym làm thủy thủ đoàn bị thương. Sự kiện này gây ra các cuộc biểu tình giận dữ bên ngoài đại sứ quán Nga tại Ukraina và một chiếc xe của đại sứ quán bị đốt cháy. Sau đó, thiết quân luật được áp dụng trong thời gian 30 ngày kể từ ngày 26 tháng 11 tại 10 tỉnh biên giới của Ukraina. Thiết quân luật được đưa ra vì Tổng thống Ukraina Petro Poroshenko tuyên bố có mối đe dọa "chiến tranh toàn diện" với Nga.
Trong thời gian thiết quân luật, Ukraina cấm tất cả đàn ông Nga từ 16 đến 60 tuổi nhập cảnh vào nước này, ngoại trừ vì mục đích nhân đạo. Ukraina tuyên bố đây là biện pháp an ninh nhằm ngăn chặn Nga thành lập các đơn vị quân đội "tư nhân" trên đất Ukraina. Vào ngày 27 tháng 12 năm 2018, Hội đồng An ninh và Quốc phòng Quốc gia Ukraina thông báo rằng họ gia hạn "các biện pháp hạn chế của Cơ quan Biên phòng Nhà nước liên quan đến việc nhập cảnh của nam giới Nga vào Ukraina."

#### Nhiệm kỳ Volodymyr Zelenskyy

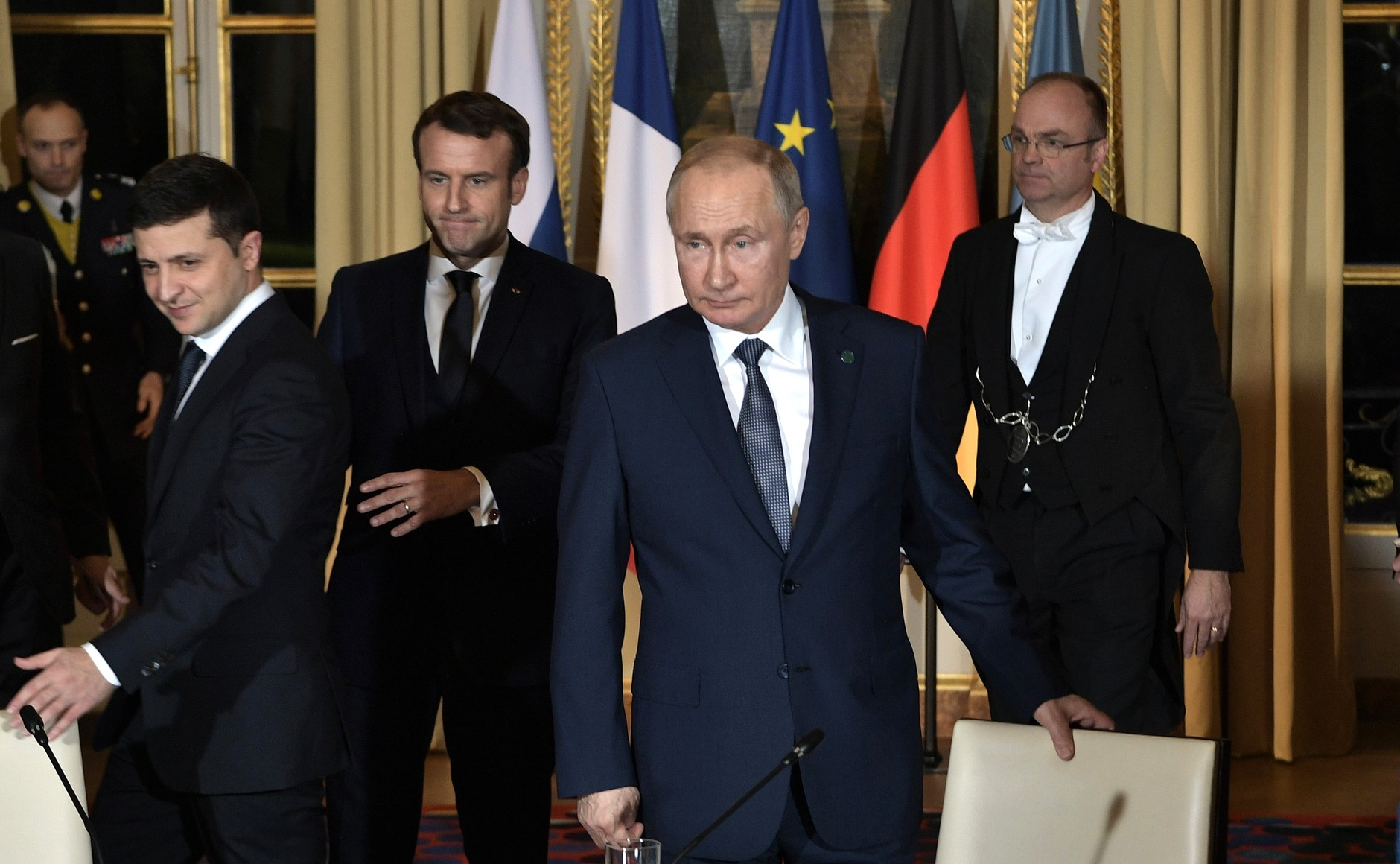
Tổng thống Ukraina Volodymyr Zelenskyy và Tổng thống Nga Vladimir Putin tại Paris, Pháp, tháng 12 năm 2019

Vào năm 2019, những sửa đổi Hiến pháp Ukraina đã khẳng định đường lối chiến lược của đất nước về tư cách thành viên EU và NATO là không thể thay đổi.
Vào ngày 11 tháng 7 năm 2019, Tổng thống Ukraina Volodymyr Zelenskyy mới đắc cử đã tổ chức một cuộc trao đổi qua điện thoại với Tổng thống Nga Vladimir Putin sau lời kêu gọi của Zelenskyy với nhà lãnh đạo Nga về việc tham gia đàm phán cùng Ukraina, Hoa Kỳ, Đức, Pháp và Anh tại Minsk. Các nhà lãnh đạo cũng thảo luận về việc trao đổi tù binh do hai bên giam giữ. Ngày 7 tháng 9, Ukraina và Nga trao đổi tù binh.
Công ty năng lượng nhà nước Nga Gazprom và Ukraina đồng ý một thỏa thuận 5 năm về vận chuyển khí đốt của Nga sang châu Âu vào cuối năm 2019.

### Thập niên 2020
Ngày 2 tháng 2 năm 2021, Tổng thống Ukraina Volodymyr Zelenskyy quyết định đóng cửa các kênh truyền hình thân Nga thuộc sở hữu của Taras Kozak, một cộng sự thân cận của Viktor Medvedchuk–cha đỡ đầu của con gái tổng thống Nga Vladimir Putin. Medvedchuk cũng được cho là chủ sở hữu thực sự của các kênh truyền hình thân Nga.
Là một phần của Chiến tranh Nga-Ukraina đang diễn ra, giao tranh leo thang trong quý đầu tiên của năm 2021. Vào cuối tháng 3 năm 2021, có báo cáo cho thấy có hành động di chuyển quy mô lớn thiết bị quân sự ở nhiều khu vực khác nhau tại Nga, và thiết bị được hướng tới Krym, các tỉnh Rostov và Voronezh. Nhiều thông tin tình báo khác nhau trong những tháng tiếp theo, xác định số lượng quân đóng tại Quân khu phía Nam giáp khu vực xung đột Donbas là 85.000.
Bất chấp sự trấn an từ một quan chức chính phủ Nga rằng các binh sĩ "không gây ra mối đe dọa nào", Quan chức Nga Dmitry Kozak tuyên bố rằng các lực lượng Nga sẽ hành động để "bảo vệ" công dân Nga tại Ukraina, và bất kỳ sự leo thang nào sẽ dẫn đến "bước khởi đầu của quá trình kết thúc Ukraina". Vào cuối tháng 10, hãng thông tấn Nga TASS đưa tin về các cuộc tập trận lớn diễn ra tại tỉnh Astrakhan với sự tham gia của hơn 1.000 quân nhân và 300 thiết bị quân sự, bao gồm các hệ thống tên lửa Buk, S-300 và Tor-M2.
Vào tháng 7 năm 2021, Putin xuất bản một bài tiểu luận có tựa đề Về sự thống nhất lịch sử của người Nga và người Ukraina, trong đó ông tuyên bố rằng người Belarus, người Ukraina và người Nga nên ở trong một dân tộc toàn Nga với tư cách là một bộ phận của thế giới Nga và là "một dân tộc" mà "các thế lực luôn tìm cách phá hoại sự đoàn kết của chúng ta" muốn "chia để trị". Tiểu luận phủ nhận sự tồn tại của Ukraina với tư cách là một quốc gia độc lập. Putin viết: "Tôi xem bức tường nổi lên trong những năm gần đây giữa Nga và Ukraina, giữa các bộ phận của thứ về cơ bản là một không gian lịch sử và văn hóa, là một vấn đề chung to lớn, là một thảm kịch."
Vào ngày 7 tháng 12 năm 2021, Tổng thống Hoa Kỳ Joe Biden họp trực tuyến với Putin về vấn đề Nga tăng cường hiện diện quân sự và gia tăng căng thẳng trên biên giới Ukraina nhằm đáp lại ý định gia nhập NATO của Ukraina, là điều được Putin mô tả là "mối đe dọa an ninh". Trong cuộc họp trực tuyến, Putin cho biết hoạt động quân sự của phương Tây tại Ukraina đang tiến đến "làn ranh đỏ", nhắc lại rằng ông cho đây là mối đe dọa đối với an ninh quốc gia Nga. Biden đáp lại rằng Hoa Kỳ sẵn sàng áp đặt nhiều biện pháp trừng phạt kinh tế có hại hơn các biện pháp trừng phạt sau sáp nhập Krym nếu Nga thực hiện các hành động quân sự, đáng chú ý nhất là khả năng loại Nga khỏi gã khổng lồ viễn thông tài chính toàn cầu SWIFT.

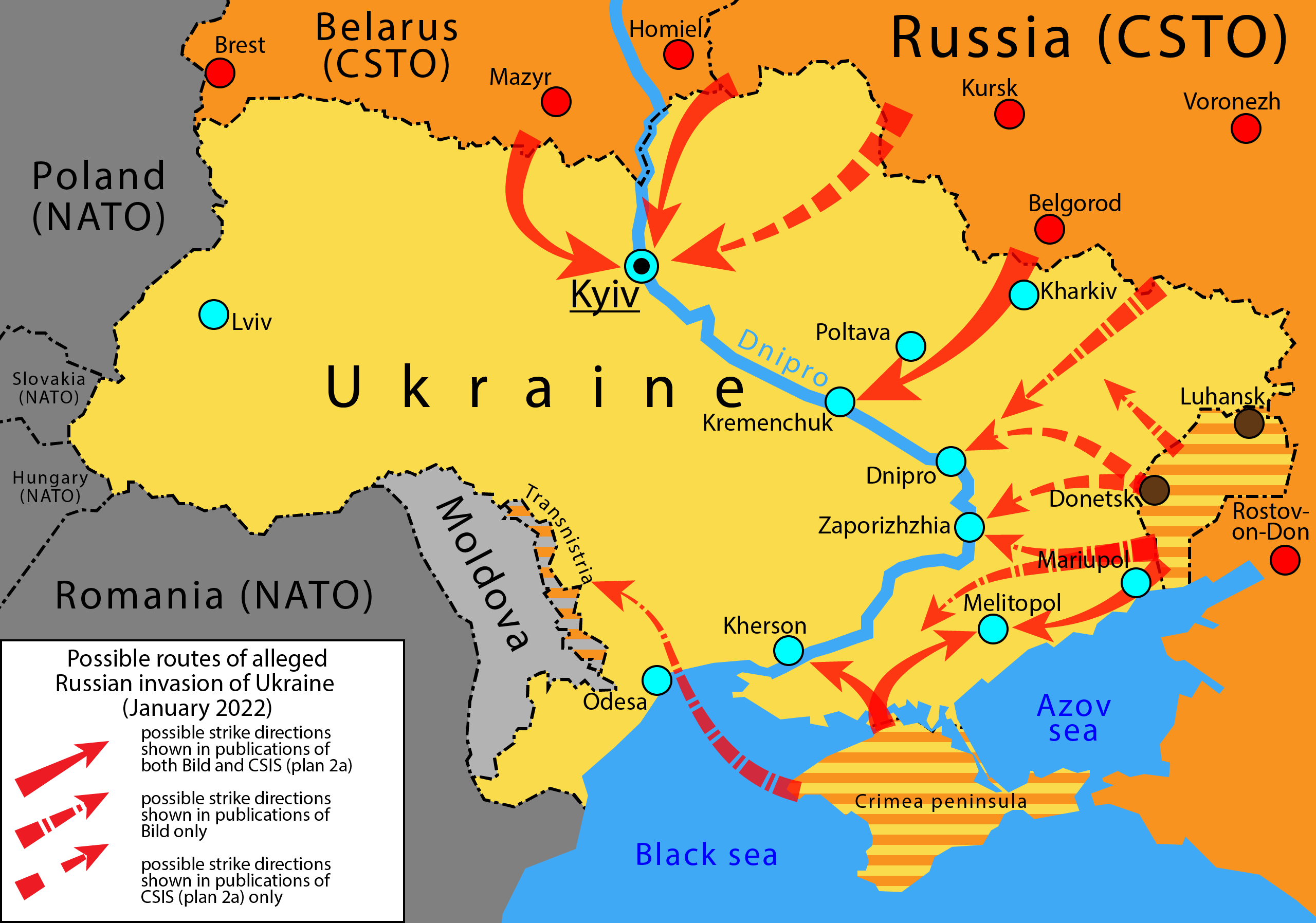
Một bản đồ hiển thị hai kế hoạch được cho là của Nga được xuất bản riêng biệt bởi Bild và Trung tâm Nghiên cứu Chiến lược và Quốc tế CSIS.

Vào ngày 9 tháng 12 năm 2021, một sự cố xảy ra liên quan đến tàu chỉ huy Ukraina Donbas, khởi hành từ cảng Mariupol hướng về phía eo biển Kerch (vùng nội thủy chung của Nga và Ukraina theo hiệp ước). Theo FSB, con tàu không phản ứng với yêu cầu thay đổi hướng đi, và sau đó đã quay trở lại. Bộ Ngoại giao Nga xem vụ việc này là một "sự khiêu khích", trong khi Ukraina bác bỏ những bất bình của Nga chỉ là một phần của "cuộc tấn công thông tin" nhắm vào Kyiv.
Vào ngày 21 tháng 2 năm 2022, Nga công nhận chính thức Cộng hòa Nhân dân Donetsk và Cộng hòa Nhân dân Luhansk, là hai quốc gia ly khai ở miền đông Ukraina. Cùng ngày, Putin ra lệnh triển khai quân tới lãnh thổ do hai nước cộng hòa nắm giữ. Thủ tướng Anh Boris Johnson cảnh báo rằng Nga đang lên kế hoạch cho "cuộc chiến tranh lớn nhất tại châu Âu kể từ năm 1945" khi Putin có ý định xâm chiếm và bao vây thủ đô Kyiv.

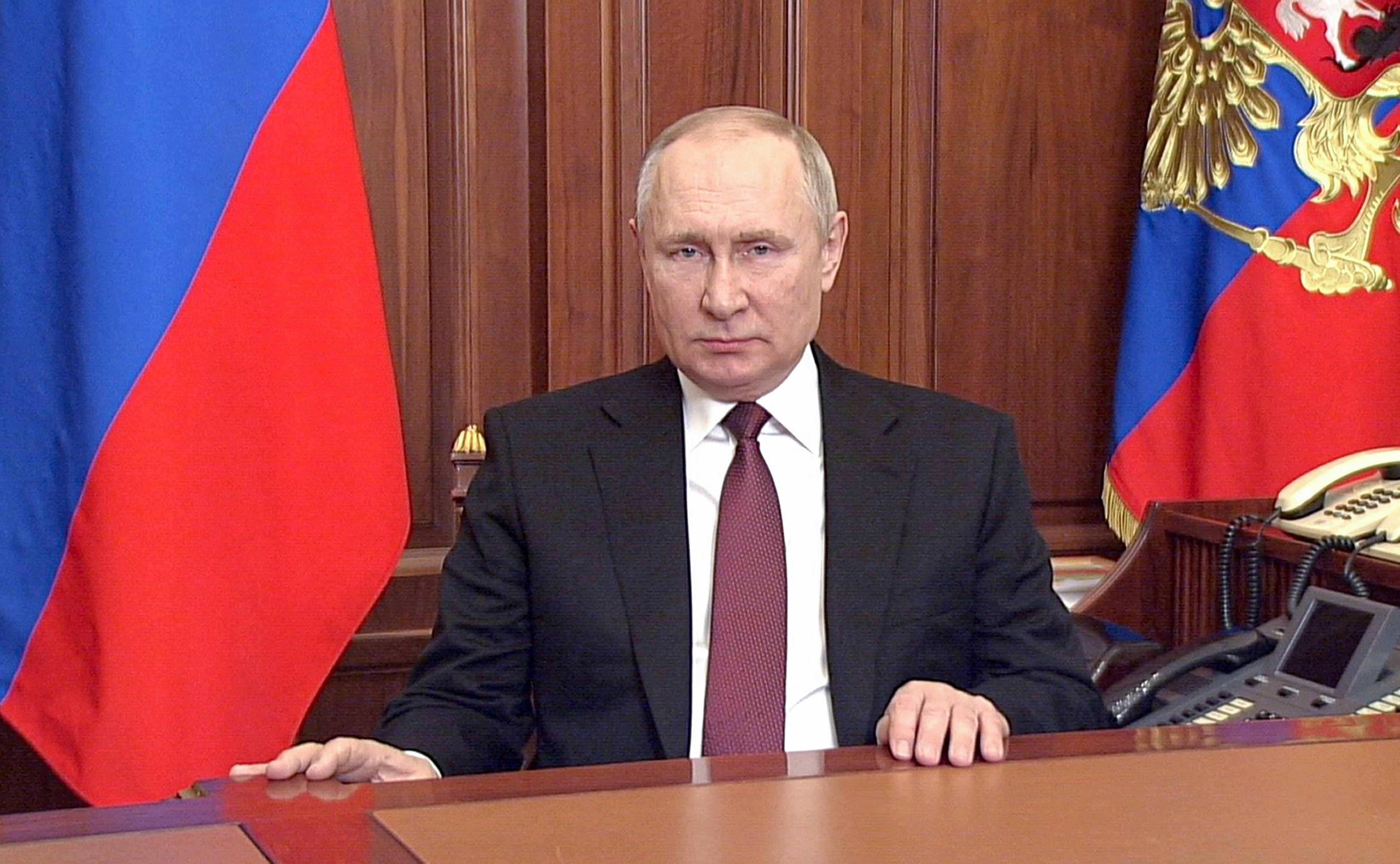
Putin trong bài phát biểu "Về việc tiến hành một chiến dịch quân sự đặc biệt" vào ngày 24 tháng 2 năm 2022.

Dù Nga nhiều lần phủ nhận mọi kế hoạch xâm lược Ukraina, quân đội Nga bắt đầu "chiến dịch quân sự đặc biệt" với mục tiêu "phi quân sự hóa" và "phi phát xít hóa" Ukraina; còn truyền thông phương Tây gọi là xâm lược Ukraina vào ngày 24 tháng 2 năm 2022, với các cuộc tấn công trên bộ và trên không trên nhiều vùng của đất nước, bao gồm cả thủ đô Kyiv. Tổng thống Zelenskyy tuyên bố Ukraina cắt đứt mọi quan hệ ngoại giao với nước láng giềng phía đông.
Vào ngày 26 tháng 2 năm 2022, Tổng thống Ukraina Volodymyr Zelenskyy cho biết binh sĩ Ukraina đang chặn quân đội Nga tiến vào Kyiv, trong khi một số quốc gia phương Tây cắt đứt một số tổ chức của Nga khỏi SWIFT. Zelenskyy cho biết ông "chắc chắn 99,9%" rằng Putin nghĩ người Ukraina sẽ chào đón quân xâm lược bằng "hoa và nụ cười".
Vào ngày 5 tháng 3 năm 2022, Bộ Ngoại giao Nga kêu gọi các thành viên Liên minh châu Âu và NATO "ngừng cung cấp vũ khí" cho Ukraina. Theo báo cáo, Moskva đặc biệt lo ngại rằng tên lửa phòng không Stinger di động có thể rơi vào tay khủng bố, gây ra mối đe dọa cho máy bay. Nga trước đây đã cung cấp tên lửa phòng không cho phe ly khai thân Nga được cho là đã bắn rơi chuyến bay 17 của Malaysia Airlines.
Vào tháng 4 năm 2022, nhà khoa học chính trị người Nga Sergey Karaganov, người được coi là thân cận với Putin, tuyên bố rằng "chiến tranh sẽ thắng lợi, bằng cách này hay cách khác. Tôi cho rằng sẽ đạt được mục tiêu phi quân sự hóa và cũng sẽ phi phát xít hoá. Giống như chúng tôi đã làm tại Đức và tại Chechnya. Người Ukraina sẽ trở nên hòa bình và thân thiện hơn với chúng tôi."

Bản đồ hiển thị phần màu đỏ đánh dấu khu vực kiểm soát thực tế của Nga vào ngày 30 tháng 9 năm 2022.

Cố vấn quân sự của Tổng thống Zelenskyy Oleksiy Arestovych nói rằng có tới 10.000 binh sĩ Ukraina thiệt mạng trong 100 ngày đầu chiến tranh. Đầu tháng 6 năm 2022, chính trị gia Ukraina Mykhailo Podolyak nói rằng có 200 binh sĩ Ukraina thiệt mạng trong chiến đấu mỗi ngày.
Vào ngày 17 tháng 6 năm 2022, Putin phát biểu tại Diễn đàn Kinh tế Quốc tế St. Petersburg rằng quan hệ giữa Nga và Ukraina sẽ bình thường hóa sau khi hoàn thành "chiến dịch quân sự đặc biệt". Vào ngày 30 tháng 9, Putin ký sắc lệnh sáp nhập các tỉnh Donetsk, Luhansk, Zaporizhzhia và Kherson của Ukraina vào Liên bang Nga. Sự việc sáp nhập bị cộng đồng quốc tế không công nhận và là bất hợp pháp theo luật pháp quốc tế.

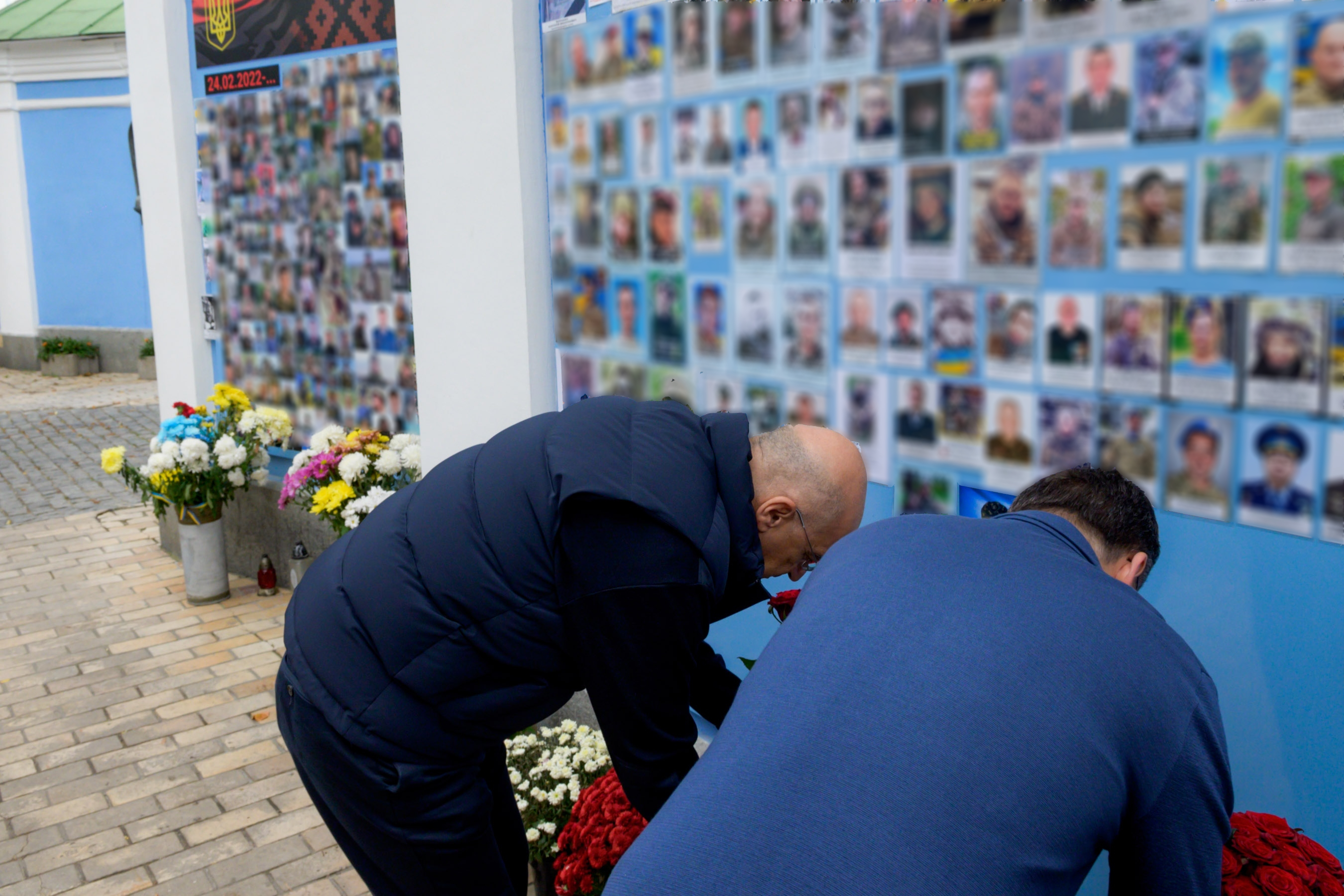
Binh sĩ Ukraina thiệt mạng trong Chiến tranh Nga-Ukraina năm 2022

Vào ngày 18 tháng 10 năm 2022, tư lệnh lực lượng Nga tại Ukraina là Sergey Surovikin nói rằng "đối thủ của chúng tôi là một chế độ tội phạm, trong khi chúng tôi và người Ukraina là một dân tộc và cùng mong muốn một điều: để Ukraina trở thành một quốc gia thân thiện với Nga và độc lập với phương Tây".
Tháng 12 năm 2022, Putin nói chiến tranh chống Ukraina có thể là một "quá trình lâu dài". Hàng trăm nghìn người đã thiệt mạng trong Chiến tranh Nga-Ukraina trong một năm đầu chiến tranh. Vào tháng 1 năm 2023, Putin trích dẫn việc công nhận chủ quyền của Nga đối với các lãnh thổ bị chiếm đóng và sáp nhập là một điều kiện cho đàm phán hòa bình với Ukraina.
Vào ngày 21 tháng 3 năm 2023, Nghị viện Ukraina cấm địa danh có tên liên quan đến Nga. Trong ghi chú giải thích của luật nêu rõ đây là "lệnh cấm đặt tên cho các đối tượng địa lý nhằm tôn vinh, ghi nhớ, thúc đẩy hoặc tượng trưng cho nhà nước chiếm đóng."

## Biên giới

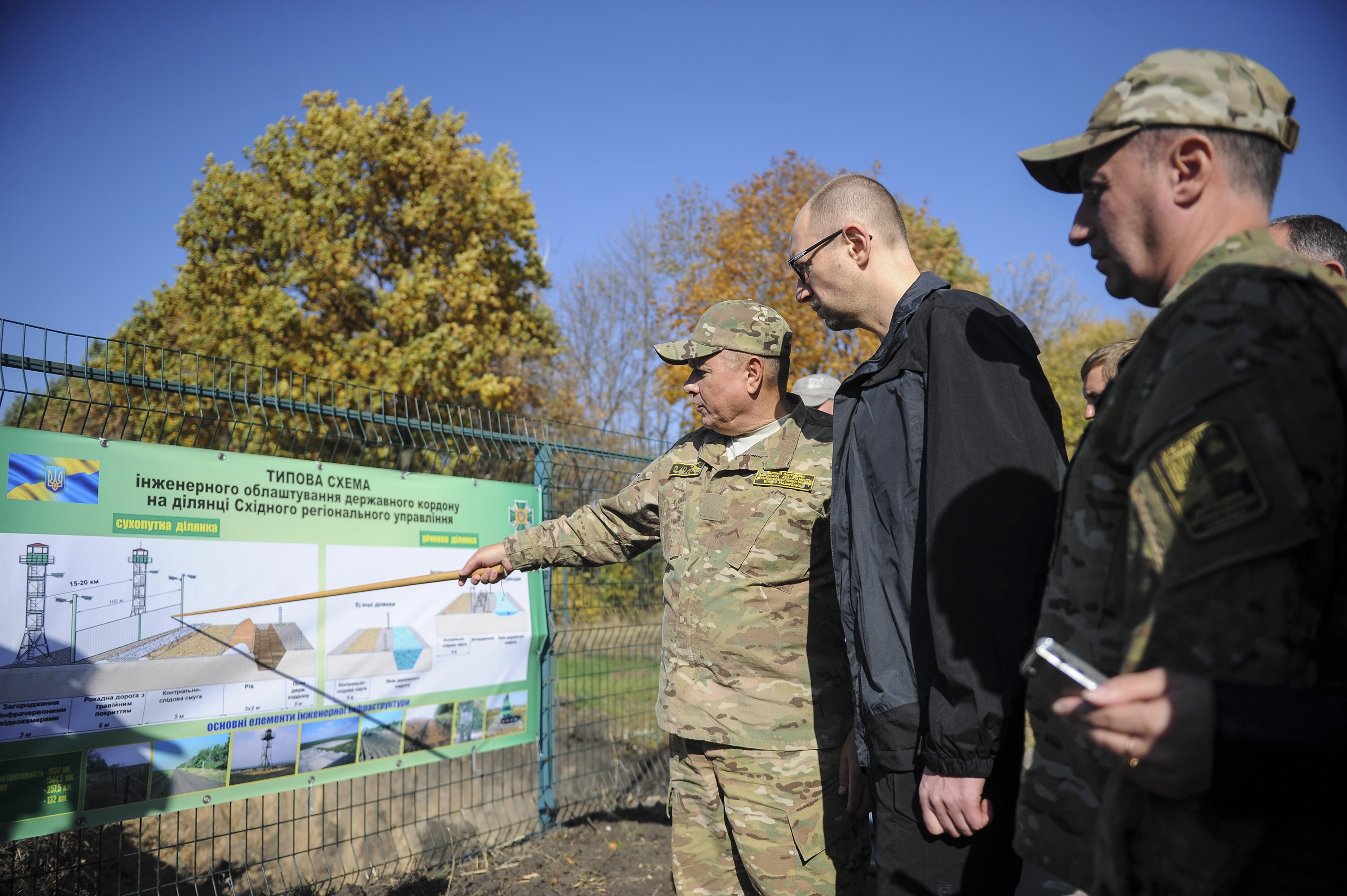
Thủ tướng Ukraina Arseniy Yatsenyuk thăm lễ khởi công xây dựng hàng rào Nga–Ukraina, ngày 15 tháng 10 năm 2014

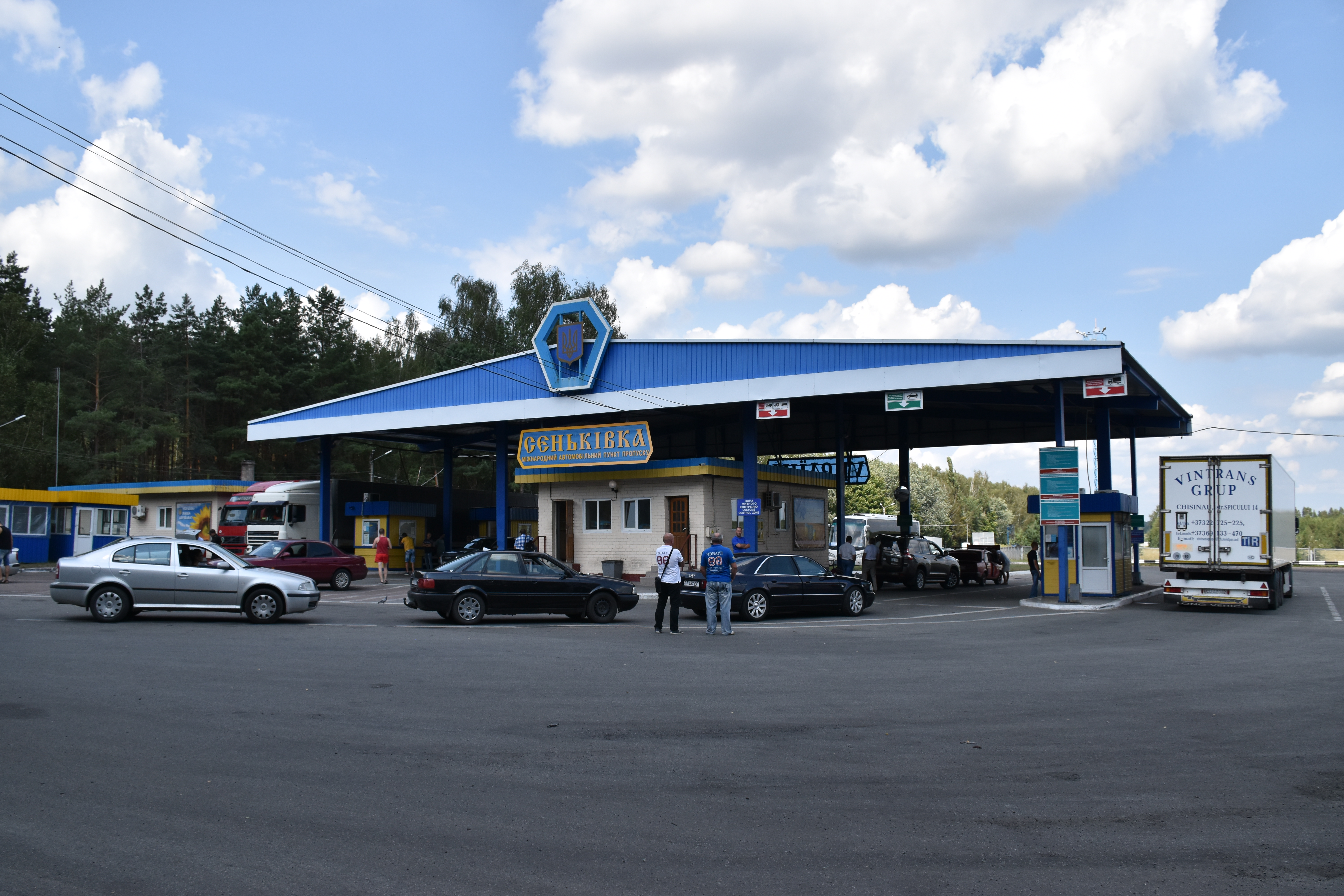
Cửa khẩu Sen'kovka trên biên giới Ukraina–Nga–Belarus tại tỉnh Chernihiv, ngày 18 tháng 8 năm 2018

Nga và Ukraina có chung 2.295 kilômét (1.426 mi) đường biên giới. Năm 2014, chính phủ Ukraina công bố kế hoạch xây dựng hệ thống tường phòng thủ dọc biên giới với Nga, mang tên "Dự án Bức tường". Công trình dự kiến tiêu tốn gần 520 triệu USD, mất 4 năm để hoàn thành và được xây dựng vào năm 2015. Vào tháng 6 năm 2020, Biên phòng Nhà nước Ukraina dự kiến rằng dự án sẽ hoàn thành vào năm 2025, nhưng Cục Biên giới tuyên bố rằng nó đã hoàn thành vào tháng 1 năm 2022.
Vào ngày 1 tháng 1 năm 2018, Ukraina áp dụng các biện pháp kiểm soát sinh trắc học đối với người Nga vào nước này. Vào ngày 22 tháng 3 năm 2018, Tổng thống Ukraina Petro Poroshenko ký một sắc lệnh yêu cầu công dân Nga và "các cá nhân không có quốc tịch, đến từ các quốc gia có nguy cơ di cư" phải thông báo trước cho chính quyền Ukraina về lý do họ đi du lịch tới Ukraina.
Kể từ ngày 30 tháng 11 năm 2018, Ukraina cấm tất cả đàn ông Nga từ 16 đến 60 tuổi nhập cảnh vào nước này, ngoại trừ vì mục đích nhân đạo.
Kể từ ngày 1 tháng 7 năm 2022, công dân Nga cần phải nộp đơn xin thị thực để vào Ukraina. Trong 4,5 tháng đầu tiên của chế độ thị thực, 10 thị thực đã được cấp và 7 công dân Nga vào Ukraina bằng thị thực (chủ yếu vì lý do nhân đạo).

## Công nghiệp vũ khí và hàng không vũ trụ
Các lĩnh vực sản xuất vũ khí và hàng không của Ukraina và Nga vẫn hội nhập sâu sắc sau khi Liên Xô tan rã. Ukraina từng là nước xuất khẩu vũ khí lớn thứ tám trên thế giới theo Viện nghiên cứu hòa bình quốc tế Stockholm, và theo các nhà phân tích được trích dẫn bởi  The Washington Post, khoảng 70% hàng xuất khẩu liên quan đến quốc phòng của Ukraina được vận chuyển sang Nga trước năm 2014, tương đương gần 1 tỷ USD. Các mặt hàng xuất khẩu nhạy cảm chiến lược có tiềm năng từ Ukraina sang Nga bao gồm 300–350 động cơ máy bay trực thăng mỗi năm cũng như nhiều động cơ máy bay khác từ Motor Sich tại Zaporizhia, tên lửa đạn đạo xuyên lục địa từ Yuzhmash tại Dnipro, hệ thống dẫn đường tên lửa từ các nhà máy tại Kharkiv, 20% lượng uranium tiêu thụ của Nga đến từ các mỏ tại Zhovti Vody, 60% bánh răng được sử dụng trong tàu chiến Nga đến từ các nhà sản xuất tại Mykolaiv và dầu mỏ và khí đốt đến từ biển Azov.
Vào tháng 3 năm 2014, trong cuộc khủng hoảng Krym, Ukraina cấm mọi hoạt động xuất khẩu vũ khí và thiết bị quân sự sang Nga. Jane's Information Group tin rằng (vào ngày 31 tháng 3 năm 2014) rằng mặc dù nguồn cung có thể bị chậm lại do lệnh cấm vận của Ukraina, nhưng nó khó có thể gây ra bất kỳ thiệt hại thực sự nào cho quân sự Nga.

## Quan điểm công chúng

### Tại Nga
Trong các cuộc thăm dò dư luận được thực hiện trước năm 2014, người Nga thường có thái độ tiêu cực hơn đối với Ukraina so với chiều ngược lại. Các cuộc thăm dò tại Nga chỉ ra rằng sau khi các quan chức hàng đầu của Nga đưa ra những tuyên bố cực đoan hoặc có những hành động quyết liệt chống lại Ukraina, thái độ của những người được thăm dò đối với Ukraina đều trở nên tồi tệ hơn. Các vấn đề làm tổn hại đến quan điểm của người Nga về Ukraina là:
- Ukraina có thể là thành viên của NATO
- Ukraina nỗ lực để Holodomor được công nhận là tội diệt chủng chống lại dân tộc Ukraina
- Nỗ lực tôn vinh Quân đội Khởi nghĩa Ukraina

Mặc dù phần lớn người Ukraina bỏ phiếu ủng hộ độc lập vào tháng 12 năm 1991, trong những năm tiếp theo báo chí Nga miêu tả nền độc lập của Ukraina là công trình của "những người theo chủ nghĩa dân tộc", những người đã "bóp méo" bản năng "đúng đắn" của quần chúng, theo một nghiên cứu năm 1996. Nghiên cứu lập luận rằng điều này đã ảnh hưởng đến công chúng Nga khi khiến họ tin rằng giới tinh hoa chính trị Ukraina là điều duy nhất ngăn cản "mong muốn chân thành của người Ukraina" được thống nhất với Nga. Một số thành viên của giới tinh hoa chính trị Nga tiếp tục tuyên bố rằng tiếng Ukraina là một phương ngữ Nga và Ukraina (cùng Belarus) nên trở thành một phần của Liên bang Nga. Trong một cuộc phỏng vấn vào tháng 6 năm 2010, đại sứ Nga tại Ukraina là Mikhail Zurabov tuyên bố "người Nga và người Ukraina là một dân tộc duy nhất với một số sắc thái và đặc thù". Lịch sử Ukraina không được coi là một chủ đề riêng biệt trong các trường đại học hàng đầu của Nga mà được tích hợp vào lịch sử Nga.
Theo các chuyên gia, Chính phủ Nga nuôi dưỡng hình ảnh Ukraina là kẻ thù để che đậy những sai lầm nội bộ của chính mình.Bản mẫu:Citation Need Các nhà phân tích như Philip P. Pan (viết cho The Washington Post) lập luận vào cuối năm 2009 rằng phương tiện truyền thông Nga miêu tả Chính phủ Ukraina khi đó là chống Nga.
| Quan điểm | tháng 10/2008 | tháng 4/2009 | tháng 6/2009 | tháng 9/2009 | tháng 11/2009 | tháng 9/2011 | tháng 2/2012 | tháng 5/2015 |
| --------- | ------------- | ------------ | ------------ | ------------ | ------------- | ------------ | ------------ | ------------ |
| Tích cực  | 38%           | 41%          | 34%          | 46%          | 46%           | 68%          | 64%          | 26%          |
| Tiêu cực  | 53%           | 49%          | 56%          | 44%          | 44%           | 25%          | 25%          | 59%          |

Trong khi đó, 80% người Nga có thái độ "tốt hoặc rất tốt" đối với Belarus vào năm 2009.
Trong thập niên 1990, các cuộc thăm dò cho thấy đa số người dân tại Nga không thể chấp nhận sự tan rã của Liên Xô và nền độc lập của Ukraina. Theo một cuộc thăm dò năm 2006 của VTsIOM thì 66% người Nga hối tiếc về sự sụp đổ của Liên Xô. 50% số người được hỏi tại Ukraina trong một cuộc thăm dò tương tự được tổ chức vào tháng 2 năm 2005 cho biết họ hối tiếc về sự tan rã của Liên Xô. Trong các cuộc thăm dò năm 2005 (71%) và 2007 (48%), người Nga bày tỏ mong muốn thống nhất với Ukraina; mặc dù việc thống nhất riêng với Belarus được ủng hộ hơn.
Một cuộc thăm dò được công bố vào ngày 5 tháng 11 năm 2009 cho thấy 55% người Nga tin rằng mối quan hệ với Ukraina nên là tình hữu nghị giữa "hai quốc gia độc lập". Một cuộc thăm dò cuối năm 2011 của Trung tâm Levada cho thấy 53% người Nga được thăm dò muốn có tình hữu nghị với một Ukraina độc lập, 33% muốn Ukraina nằm dưới sự kiểm soát kinh tế và chính trị của Nga, và 15% chưa quyết định. Theo cuộc thăm dò năm 2012 của Levada, 60% người Nga ưa thích Nga và Ukraina là những quốc gia độc lập nhưng thân thiện với đường biên giới mở không cần thị thực hay hải quan; số người ủng hộ thống nhất tăng từ 4% đến 20% tại Nga. Hai mươi cuộc khảo sát được thực hiện từ tháng 1 năm 2009 đến tháng 1 năm 2015 bởi Trung tâm Levada cho thấy chưa đến 10% người Nga ủng hộ Nga và Ukraina trở thành một nhà nước. Trong cuộc khảo sát tháng 1 năm 2015, 19% muốn miền đông Ukraina trở thành một phần của Nga và 43% muốn vùng này trở thành một quốc gia độc lập.
Một cuộc khảo sát vào tháng 11 năm 2014 của Đại học Oslo cho thấy hầu hết người Nga nhìn nhận Ukraina là một quốc gia không hợp pháp trong các đường biên giới được quốc tế công nhận và với chính phủ lúc bấy giờ. Theo một cuộc khảo sát vào tháng 4 năm 2015 của Trung tâm Levada, khi được hỏi "mục tiêu chính của Nga trong quan hệ với Ukrain là gì?"  (cho phép nhiều câu trả lời), các câu trả lời phổ biến nhất là: Khôi phục quan hệ láng giềng tốt đẹp (40%), giữ lại Krym (26%), phát triển hợp tác kinh tế (21%), ngăn Ukraina gia nhập NATO (20%), ấn định giá khí đốt cho Ukraina giống như các nước châu Âu khác (19%) và lật đổ giới lãnh đạo Ukraina hiện tại (16%).
Vào tháng 2 năm 2019, 82% người Nga có thái độ tích cực với người Ukraina, nhưng chỉ 34% người Nga có thái độ tích cực với Ukraina và chỉ 7% người Nga có thái độ tích cực với giới lãnh đạo Ukraina.
Một số nhà quan sát lưu ý điều mà họ mô tả là "đấu tranh thế hệ" giữa những người Nga, khi những người Nga trẻ tuổi có nhiều khả năng chống lại Putin và các chính sách của ông và những người Nga lớn tuổi có nhiều khả năng chấp nhận tường thuật do truyền thông được nhà nước Nga kiểm soát. Theo một cuộc khảo sát vào tháng 3 năm 2021 của Trung tâm Levada, 68% người Nga trong độ tuổi 18–24 có quan điểm thuận lợi về Ukraina. Một cuộc thăm dò của Levada công bố vào tháng 2 năm 2021 cho thấy 80% người Nga ủng hộ việc Ukraina độc lập khỏi Nga và chỉ 17% người Nga muốn Ukraina trở thành một phần của Nga.
Suy nghĩ của nhiều người Nga về Ukraina, bao gồm cả giới tinh hoa chính trị Nga, cũng bị ảnh hưởng bởi khái niệm thế giới Nga và cả từ các nhà triết học theo chủ nghĩa dân tộc như Alexander Dugin thường được coi là bộ não của Putin. Dugin được một số người tin là đã đặt nền móng tư tưởng cho Nga xâm lược Ukraina vào năm 2022, đây là một phần trong nỗ lực vận động của ông để Ukraina trở thành "một khu vực hành chính thuần túy của nhà nước Nga tập trung", và ông gọi nó là Novorosiya, hay là Tân Nga. Vào cuối tháng 3 năm 2022, một cuộc thăm dò do Trung tâm Levada thực hiện tại Nga kết luận như sau: Khi được hỏi tại sao họ nghĩ rằng hoạt động quân sự đang diễn ra, những người được hỏi cho biết đó là để bảo vệ và phòng thủ dân thường, người dân tộc Nga hoặc người nói tiếng Nga tại Ukraina (43%), để ngăn chặn một cuộc tấn công vào Nga (25%), loại bỏ những người theo chủ nghĩa dân tộc và "phi phát xít hoá" Ukraina (21%), và sáp nhập Ukraina hoặc khu vực Donbas vào Nga (3%)."

### Tại Ukraina
| Quan điểm | tháng 10/2008 | tháng 6/2009 | tháng 9/2009 | tháng 11/2009 | tháng 9/2011 | tháng 1/2012 | tháng 4/2013 | tháng 3–6/2014 | tháng 6/2015 |
| --------- | ------------- | ------------ | ------------ | ------------- | ------------ | ------------ | ------------ | -------------- | ------------ |
| Tốt       | 88%           | 91%          | 93%          | 96%           | 80%          | 86%          | 70%          | 35%            | 21%          |
| Tiêu cực  | 9%            | -            | -            | -             | 13%          | 9%           | 12%          | 60%            | 72%          |

Một cuộc thăm dò được công bố vào ngày 5 tháng 11 năm 2009 cho thấy khoảng 67% người Ukraina tin rằng mối quan hệ với Nga nên là tình hữu nghị giữa "hai quốc gia độc lập". Theo một cuộc thăm dò năm 2012 của Viện Xã hội học Quốc tế Kyiv (KIIS), 72% người Ukraina ưa thích Ukraina và Nga là những quốc gia độc lập nhưng thân thiện với biên giới mở không cần thị thực hoặc hải quan; số người ủng hộ thống nhất giảm còn từ 2% đến 14% tại Ukraina.
Vào tháng 12 năm 2014, 85% người Ukraina (81% ở các khu vực phía đông) đánh giá quan hệ với Nga là thù địch (56%) hoặc căng thẳng (29%), theo một cuộc khảo sát của Deutsche Welle không bao gồm
Krym và phần do phe ly khai kiểm soát tại Donbas. Gallup báo cáo rằng 5% người Ukraina (12% ở phía nam và phía đông) tán thành sự lãnh đạo của Nga trong một cuộc khảo sát từ tháng 9 đến tháng 10 năm 2014.
Vào tháng 9 năm 2014, một cuộc khảo sát của Alexei Navalny tại các thành phố chủ yếu nói tiếng Nga là Odesa và Kharkiv cho thấy 87% cư dân muốn khu vực của họ ở lại Ukraina, 3% muốn gia nhập Nga, 2% muốn gia nhập "Novorosiya" và 8% chưa quyết định. Một cuộc thăm dò của KIIS được tiến hành vào tháng 12 năm 2014 cho thấy 88,3% người Ukraina phản đối việc gia nhập Nga.
Theo Al Jazeera, "Một cuộc thăm dò được thực hiện vào năm 2011 cho thấy 49% người Ukraina có người thân sống ở Nga. ... một cuộc thăm dò gần đây [tháng 2 năm 2019] do trung tâm nghiên cứu độc lập "Levada" của Nga thực hiện cho thấy 77% người Ukraina và 82% người Nga nghĩ tích cực về nhau với tư cách là con người."
Vào tháng 2 năm 2019, 77% người Ukraina có thái độ tích cực về người Nga, 57% người Ukraina có thái độ tích cực về Nga, nhưng chỉ có 13% người Ukraina có thái độ tích cực với chính phủ Nga.
Vào tháng 3 năm 2022, một tuần sau khi Nga xâm lược Ukraina, 98% người Ukraina - trong đó 82% người gốc Nga sống tại Ukraina - cho biết họ không tin rằng bất kỳ bộ phận nào của Ukraina là một phần hợp pháp của Nga, theo các cuộc thăm dò của Lord Ashcroft không bao gồm Krym và phần Donbas do phe ly khai kiểm soát.  97% người Ukraina cho biết họ có cái nhìn không thiện cảm với Tổng thống Nga Vladimir Putin, với 94% khác nói rằng họ có quan điểm không thiện cảm với Lực lượng vũ trang Nga. 81% người Ukraina cho biết họ có cái nhìn rất không thuận lợi hoặc có phần không thuận lợi đối với người dân Nga. 65% người Ukraina - bao gồm 88% người dân tộc Nga - đồng ý rằng "bất chấp sự khác biệt của chúng ta, có nhiều điều đoàn kết những người dân tộc Nga sống tại Ukraina và người Ukraina hơn là điều chia rẽ chúng ta."
Vào cuối năm 2021, 75% người Ukraina có thái độ tích cực với người Nga bình thường, trong khi vào tháng 5 năm 2022, 82% người Ukraina có thái độ tiêu cực với người Nga bình thường.

## Hiệp định
- Các điều khoản tháng Ba năm 1654 (2 tháng 4 năm 1654)[260] (bị phá hoại do Hiệp định đình chiến Vilna, Hiệp định Hadiach, Hiệp định Andrusovo)
  - Hội đồng Cossack phê chuẩn (Pereiaslav, 18 tháng 1 năm 1654)
- Hiệp định Liên minh Công-Nông (28 tháng 12 năm 1920)[261]
- Hiệp định Liên minh (30 tháng 12 năm 1922; 31 tháng 1 năm 1924) (bị Hiệp định Belavezha bãi bỏ)[261]
  - Đại hội Xô viết toàn Ukraina lần thứ 7 phê chuẩn  (10 tháng 12 năm 1922)[262]
  - Đại hội Xô viết toàn Ukraina lần thứ 9 phê chuẩn (tháng 5 năm 1924)[261]
- Nghị định Xô viết 1954: Chuyển giao tỉnh Krym từ Nga Xô viết sang Ukraina Xô viết (tháng 2 năm 1954)[263]
  - Sắc lệnh của Đoàn Chủ tịch Xô viết Tối cao Liên Xô (19 tháng 2 năm 1954)[264]

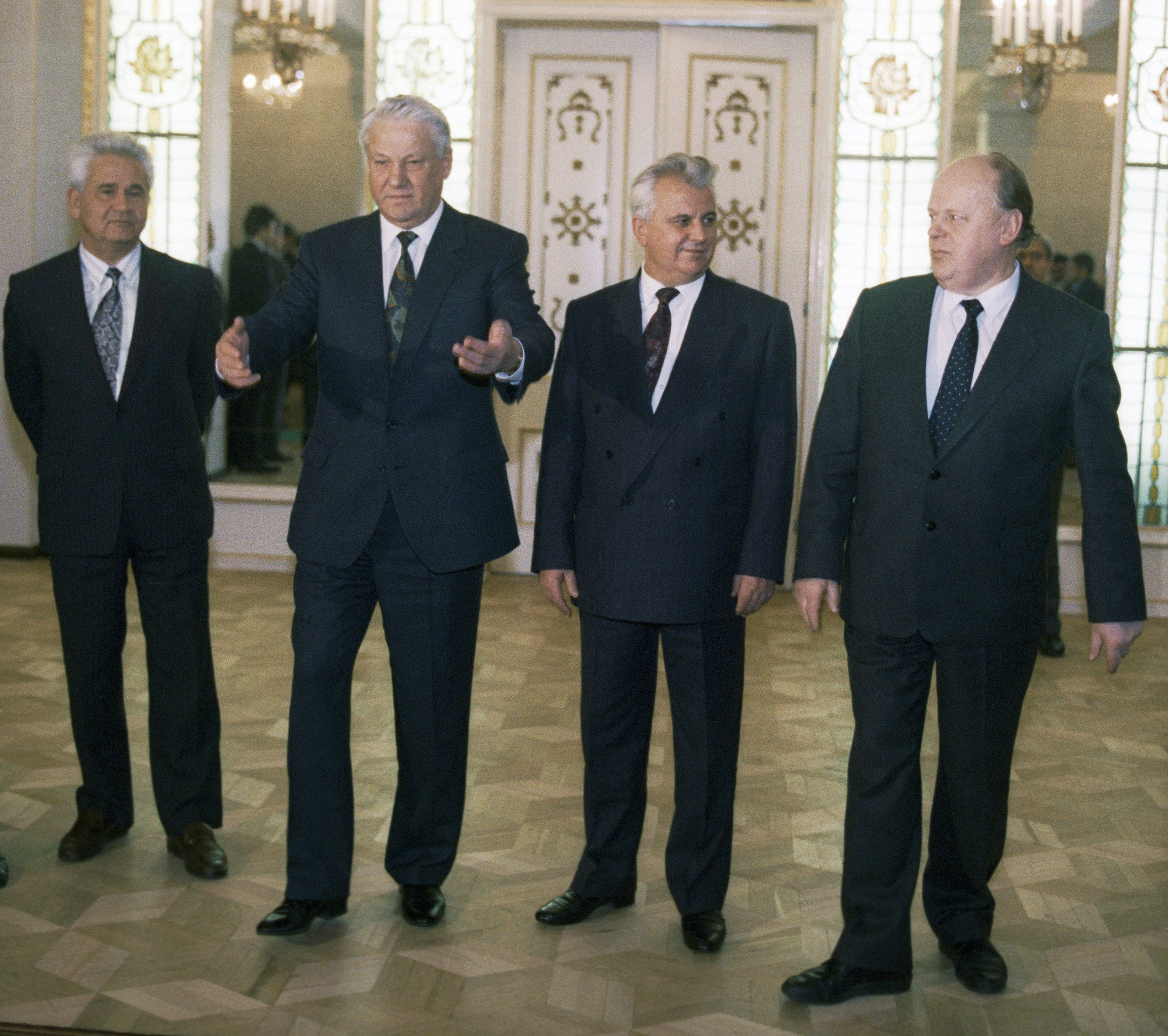
Các nhà lãnh đạo cộng hoà xô viết Belarus, Nga và Ukraina ký kết Hiệp định Belavezha, giải thể Liên Xô, ngày 8 tháng 12 năm 1991

- Hiệp định giữa Nga Xô viết và Ukraina Xô viết (Kyiv, 19 tháng 11 năm 1990) (bị hiệp định năm 1997 thay thế)[265]
  - Hội đồng Tối cao CHXHCNXVLB Nga phê chuẩn (23 tháng 11 năm 1990)[265]
  - Hội đồng Tối cao Ukraina phê chuẩn (1990)[265]
- Hiệp định Belavezha (8 tháng 12 năm 1991)
- Bản ghi nhớ Budapest về đảm bảo an ninh (5 tháng 12 năm 1994)
  - Sau khi Nga sáp nhập Krym và Chiến tranh Donbas năm 2014, Ukraina,[116] cùng nhiều quốc gia khác,[266] tuyên bố rằng can dự của Nga là vi phạm nghĩa vụ của nước này đối với Ukraina theo Bản ghi nhớ Budapest, một Bản ghi nhớ được ký bởi Bill Clinton, Boris Yeltsin, John Major và Leonid Kuchma,[267] và vi phạm chủ quyền và toàn vẹn lãnh thổ của Ukraina.
- Hiệp định phân chia về tình trạng và điều kiện của Hạm đội Biển Đen (Kyiv, 28 tháng 5 năm 1997)[29]
  - Hội đồng Liên bang Nga phê chuẩn (2 tháng 3 năm 1999)
  - Duma Quốc gia phê chuẩn việc bãi bỏ hiệp định vào ngày 31 tháng 3 năm 2014.[268]
- Hiệp định về hữu nghị, hợp tác và đối tác giữa Liên bang Nga và Ukraina (Kyiv, 31 tháng 5 năm 1997)[269]
- Hiệp định giữa Liên bang Nga và Ukraina về hợp tác sử dụng biển Azov và eo biển Kerch (2003)
- Hiệp ước Kharkiv 2010
  - cả hai nghị viện Nga và Ukraina phê chuẩn thỏa thuận vào ngày 27 tháng 4 năm 2010[91]
  - Duma Quốc gia phê chuẩn việc bãi bỏ hiệp định vào ngày 31 tháng 3 năm 2014[268]

Ukraina (cũng đã) chấm dứt một số hiệp định và thỏa thuận với Nga kể từ khi bắt đầu cuộc khủng hoảng Krym 2014 (như các thỏa thuận trong lĩnh vực hợp tác quân sự và kỹ thuật được ký năm 1993).
Vào tháng 12 năm 2019, Ukraina và Nga đồng ý thực hiện lệnh ngừng bắn hoàn toàn ở miền đông Ukraina vào cuối năm. Các quốc gia xung đột đã thực hiện trao đổi tù binh trên diện rộng cùng với việc rút quân đội Ukraina khỏi ba khu vực chính nằm ở tiền tuyến.
Vào ngày 17 tháng 7 năm 2022, các phái đoàn quân sự của Nga, Ukraina và Thổ Nhĩ Kỳ gặp các quan chức Liên Hợp Quốc tại Istanbul để bắt đầu đàm phán về việc nối lại xuất khẩu ngũ cốc của Ukraina từ cảng Odesa tại biển Đen. Vào ngày 22 tháng 7 năm 2022, các quan chức Nga và Ukraina ký kết thỏa thuận cho phép xuất khẩu ngũ cốc từ các cảng biển Đen của Ukraina. Theo thỏa thuận, một liên minh gồm các nhân sự Thổ Nhĩ Kỳ, Ukraina và Liên Hợp Quốc sẽ giám sát việc chất ngũ cốc lên các tàu ở các cảng Ukraina, nhằm xoa dịu nỗi lo buôn lậu vũ khí của Nga. Vào ngày 29 tháng 10 năm 2022, Nga cho biết họ sẽ đình chỉ tham gia vào thỏa thuận ngũ cốc, để đáp trả cái mà họ gọi là cuộc tấn công lớn bằng máy bay không người lái của Ukraina vào hạm đội Biển Đen của họ.

## Xóa tên đường phố và tượng đài của Nga trên khắp Ukraina
Vào ngày 26 tháng 4 năm 2022, tác phẩm điêu khắc bên dưới Vòm Hữu nghị Nhân dân tại Kyiv đã bị tháo dỡ, nó vốn mô tả một công nhân Ukraina và một công nhân Nga đứng cùng nhau. Cổng vòm và đài kỷ niệm Cổng Hữu nghị Nhân dân cũng dự kiến được đổi tên và trở thành một đài kỷ niệm mới. Đây sẽ là một trong những bước đi đầu tiên trong kế hoạch phá bỏ khoảng 60 công trình kỷ niệm và đổi tên hàng chục đường phố gắn liền với Liên Xô, Nga và các nhân vật Nga trên khắp Ukraina. Vài ngày trước khi bức tượng Vòm Hữu nghị Nhân dân bị dỡ bỏ, các khía cạnh của kế hoạch đổi tên đường phố và dỡ bỏ đài kỉ niệm này cũng đã được thực hiện trên khắp các khu vực khác ở Ukraina. Ukraina quyết định đổi tên đường phố trên các thành phố Ukraina được đặt theo tên của các nhân vật lịch sử Nga như Pyotr Ilyich Tchaikovsky hoặc Leo Tolstoy. Sau khi Nga xâm lược Ukraina, nằm trong quá trình phi Nga hóa Ukraina, các phim, sách và âm nhạc Nga bị cấm và các tượng đài về các nhân vật Nga và Nga-Ukraina như Mikhail Bulgkov đã bị loại bỏ.